# VVV-Venlo in het seizoen 2024/25
Dit artikel geeft een overzicht van VVV-Venlo in het seizoen 2024/2025.

## Selectie 2024 – 2025
| Nr.           | Naam                   | Nat.            | Geb. dat.  | Contract |
| Keepers       | Keepers                | Keepers         | Keepers    | Keepers  |
| ------------- | ---------------------- | --------------- | ---------- | -------- |
| 1             | Jan de Boer            | Nederland       | 20-05-2000 | 2025     |
| 15            | Pepijn Vallen          | Nederland       | 00-00-2005 | amateur  |
| 16            | Trevor Doornbusch      | Curaçao         | 06-07-1999 | 2027     |
| 22            | Zidane Taylan          | Duitsland       | 26-11-2005 | amateur  |
| 22            | Tim Schrick            | Duitsland       | 25-09-2003 | amateur  |
| 23            | Delano van Crooij      | Nederland       | 05-06-1991 | 2025     |
| Verdedigers   |                        |                 |            |          |
| 2             | Robin Lathouwers       | Nederland       | 09-03-2000 | 2025     |
| 3             | Roel Janssen           | Nederland       | 16-06-1990 | 2025     |
| 4             | Rick Ketting           | Nederland       | 15-01-1996 | 2025     |
| 5             | Simon Janssen          | Nederland       | 25-09-2000 | 2025     |
| 12            | Sylian Mokono          | Nederland       | 22-03-1999 | 2025     |
| 14            | David Dailoski         | Noord-Macedonië | 26-02-2005 | amateur  |
| 19            | Emmanuel Gyamfi        | Duitsland       | 23-07-2004 | gehuurd  |
| 20            | Dylan Timber           | Curaçao         | 15-04-2000 | 2026     |
| 31            | Tijn Joosten           | Nederland       | 15-08-2006 | amateur  |
| 32            | Sacha Deighton         | Nederland       | 25-06-2005 | amateur  |
| 33            | Gabin Blancquart       | Frankrijk       | 28-02-2004 | 2026     |
| 34            | Serano Seymor          | Nederland       | 04-01-2002 | gehuurd  |
| 35            | Yousri El Anbri        | Nederland       | 10-03-2006 | amateur  |
| 36            | Finn van der Sterren   | Nederland       | 25-04-2007 | amateur  |
| 36            | Darrel Lemmert         | Nederland       | 08-07-2002 | amateur  |
| 37            | Diego van Zutphen      | Nederland       | 28-03-2005 | 2026     |
| 44            | Niels van Berkel       | Nederland       | 07-09-2001 | gehuurd  |
| 46            | Jens Jenniskens        | Nederland       | 31-03-2004 | amateur  |
| Middenvelders |                        |                 |            |          |
| 6             | Joep Kluskens          | Nederland       | 09-11-2002 | 2026     |
| 8             | Elias Sierra           | België          | 25-08-2001 | 2025     |
| 10            | Paul Pöpperl           | Duitsland       | 25-02-2003 | gehuurd  |
| 10            | Brahim Darri           | Nederland       | 14-09-1994 | 2025     |
| 13            | Richard Sedláček       | Tsjechië        | 21-06-1999 | 2025     |
| 21            | Max de Waal            | Nederland       | 10-01-2002 | gehuurd  |
| 24            | Mohammed Odriss        | Nederland       | 19-09-2004 | 2026     |
| 25            | Navarone Foor          | Nederland       | 04-02-1992 | 2026     |
| 29            | Tim Braem              | Nederland       | 13-02-2006 | 2027     |
| 45            | Sven Janssen           | Nederland       | 20-08-2005 | amateur  |
| 47            | Yunis Jafarov          | Azerbeidzjan    | 04-06-2006 | amateur  |
| 96            | Driess Saddiki         | Marokko         | 09-08-1996 | 2026     |
| Aanvallers    |                        |                 |            |          |
| 7             | Lasse Wehmeyer         | Duitsland       | 18-09-2002 | 2026     |
| 9             | Konstantinos Doumtsios | Griekenland     | 20-09-1997 | 2026     |
| 9             | Dean Zandbergen        | Nederland       | 05-09-2001 | 2026     |
| 11            | Thijme Verheijen       | Nederland       | 13-04-2003 | 2026     |
| 14            | Yahcuroo Roemer        | Nederland       | 22-07-2001 | amateur  |
| 17            | Martijn Berden         | Nederland       | 29-07-1997 | 2025     |
| 18            | Pepijn Doesburg        | Nederland       | 17-01-2001 | 2026     |
| 18            | Bjorn van Zijl         | Nederland       | 09-07-2004 | amateur  |
| 26            | Naïm Matoug            | Nederland       | 12-04-2003 | 2026     |
| 27            | Layee Kromah           | Nederland       | 07-06-2003 | gehuurd  |
| 30            | Sam Sow                | Nederland       | 07-01-2004 | amateur  |
| 30            | Resley Kessels         | Nederland       | 30-08-2006 | amateur  |
| 32            | Mohamed Hegi           | Syrië           | 26-01-2004 | amateur  |
| 34            | Arwin Javad            | Iran            | 30-10-2001 | amateur  |
| 48            | Youssef Mephtah        | Nederland       | 29-09-2004 | amateur  |

### Aangetrokken spelers
| Nat.      | Naam                   | Van              | Bijzonderheden                    |
| Zomer     | Zomer                  | Zomer            | Zomer                             |
| --------- | ---------------------- | ---------------- | --------------------------------- |
| Frankrijk | Gabin Blancquart       | Valenciennes FC  | Transfervrij                      |
| Nederland | Tim Braem              | VVV O21          | Amateur                           |
| Nederland | Delano van Crooij      | Sparta Rotterdam | Was al gehuurd                    |
| Nederland | Pepijn Doesburg        | FC Dordrecht     | Was al gehuurd met optie tot koop |
| GR        | Konstantinos Doumtsios | TOP Oss          | Transfervrij                      |
| Duitsland | Emmanuel Gyamfi        | FC Schalke 04    | Gehuurd                           |
| Nederland | Sven Janssen           | VVV O21          | Amateur                           |
| Iran      | Arwin Javad            | Mes Rafsanjan    | Amateur                           |
| Nederland | Naïm Matoug            | Willem II        | Amateur                           |
| Duitsland | Paul Pöpperl           | FC Schalke 04    | Gehuurd                           |
| Nederland | Yahcuroo Roemer        | FC Voluntari     | Amateur                           |
| Duitsland | Zidane Taylan          | VVV O18          | Amateur                           |
| Nederland | Max de Waal            | Willem II        | Gehuurd                           |
| Duitsland | Lasse Wehmeyer         | Heracles Almelo  | Transfervrij                      |
| Najaar    |                        |                  |                                   |
| Nederland | Yousri El Anbri        | VVV O21          | Amateur                           |
| Nederland | Jens Jenniskens        | VVV O21          | Amateur                           |
| Nederland | Tijn Joosten           | VVV O21          | Amateur                           |
| Nederland | Darrel Lemmert         | VVV O21          | Amateur                           |
| Nederland | Sylian Mokono          | Heracles Almelo  | Transfervrij                      |
| Winter    |                        |                  |                                   |
| Nederland | Niels van Berkel       | Willem II        | Gehuurd                           |
| MK        | David Dailoski         | VVV O21          | Amateur                           |
| Nederland | Brahim Darri           | FC Dordrecht     | Transfervrij                      |
| Nederland | Sacha Deighton         | VVV O21          | Amateur                           |
| Curaçao   | Trevor Doornbusch      | FC Dordrecht     | Transfervrij                      |
| Nederland | Navarone Foor          | Bandırmaspor     | Transfervrij                      |
| AZ        | Yunis Jafarov          | VVV O19          | Amateur                           |
| Nederland | Resley Kessels         | VVV O21          | Amateur                           |
| Nederland | Layee Kromah           | Sparta Rotterdam | Gehuurd                           |
| Nederland | Youssef Mephtah        | VVV O21          | Amateur                           |
| Marokko   | Driess Saddiki         | Kasımpaşa SK     | Transfervrij                      |
| Nederland | Serano Seymor          | Excelsior        | Gehuurd                           |
| Nederland | Sam Sow                | VVV O21          | Amateur                           |
| Nederland | Finn van der Sterren   | VVV O21          | Amateur                           |
| Nederland | Pepijn Vallen          | VVV O21          | Amateur                           |
| Nederland | Dean Zandbergen        | FC Dordrecht     | Onbekend                          |
| Nederland | Bjorn van Zijl         | VVV O21          | Amateur                           |

### Vertrokken spelers
| Nat.              | Naam                   | Naar                                         | Bijzonderheden                |
| Zomer             | Zomer                  | Zomer                                        | Zomer                         |
| ----------------- | ---------------------- | -------------------------------------------- | ----------------------------- |
| Nederland         | Jens Craenmehr         | Wittenhorst                                  | Transfervrij                  |
| Nederland         | Sem Dirks              | Telstar                                      | Transfervrij                  |
| Nederland         | Stan Henderikx         | FC Den Bosch                                 | Transfervrij                  |
| Denemarken        | Magnus Kaastrup        | Vendsyssel FF                                | Was gehuurd van Lyngby BK     |
| Nederland         | Robert Klaasen         | Clubloos                                     | Transfervrij                  |
| Griekenland       | Michalis Kosidis       | Puszcza Niepołomice (gehuurd van AEK Athene) | Was gehuurd van AEK Athene    |
| Congo-Brazzaville | Slone Matondo          | Ratingen 04/19                               | Amateur                       |
| België            | Milan Robberechts      | Fortuna Sittard                              | Was gehuurd                   |
| Nederland         | Moreno Rutten          | FC Wezel Sport                               | Transfervrij                  |
| Tsjechië          | Richard Sedláček       | FK Teplice                                   | Transfervrij                  |
| Nederland         | Levi Smans             | sc Heerenveen                                | ca. € 350.000,-               |
| Suriname          | Melano Thier           | ASV Einigkeit Süchteln                       | Amateur                       |
| Winter            |                        |                                              |                               |
| Nederland         | Jan de Boer            | Bryne FK                                     | Onbekend                      |
| Nederland         | Pepijn Doesburg        | AS Trenčín                                   | Onbekend                      |
| Griekenland       | Konstantinos Doumtsios | FC Den Bosch                                 | Onbekend                      |
| Iran              | Arwin Javad            | Grobiņas SC                                  | Transfervrij                  |
| Duitsland         | Paul Pöpperl           | Viktoria Köln (gehuurd van FC Schalke 04)    | Was gehuurd van FC Schalke 04 |
| Nederland         | Yahcuroo Roemer        | FC Esperanza Pelt                            | Amateur                       |

### Staf
| John Lammers     | hoofdtrainer                       |
| Jay Driessen     | assistent-trainer                  |
| Joeri Janssen    | assistent-trainer / trainer O21    |
| Ivo Rossen       | assistent-trainer / transitiecoach |
| Anton Scheutjens | keeperstrainer                     |
| Roel Engelen     | teammanager                        |
| Thijs Matla      | hoofd jeugdopleiding               |
| Marc van Hintum  | hoofd scouting                     |
| Perrin Hendrix   | performance coach                  |
| Chris Heuvelmans | video- en data-analist             |
| Hans Kuijpers    | fysiotherapeut                     |
| Falk Louwers     | fysiotherapeut                     |
| Manon Peeters    | fysiotherapeut                     |
| Marc Prudon      | teamarts                           |
| Rolf Timmermans  | teamarts                           |

## Wedstrijden

### Eerste Divisie
Speelronde 1:
| zaterdag 10 augustus 2024, 16:30 | ADO Den Haag    | 1-1 (1-0) | VVV-Venlo     | Opstelling ADO Den Haag | Opstelling VVV-Venlo |  |
| Stadion: Bingoal Stadion, Den Haag Toeschouwers: 5.758 Arbiter: Oostrom                                                                      | Van Mieghem 38' |           | 69' Doumtsios | Coremans, Van der Sloot 35', 54', Waem, Boakye 46' ( Sylla), Esajas 80' ( Granli), Vlak, Schalk , De Bruin 19' 61' ( Kilo 90+5'), Van Mieghem 80' ( Lourens), Struick 61' ( Sürmeli), Ideho RESERVEBANK: Nikiema, Van de Riet, Hokke, Does, Dijkhuizen, Maasland | De Boer, Lathouwers, Ketting , R. Janssen, Simon Janssen 70' ( Gyamfi), Braem 74' ( Odriss), Pöpperl 46' ( Doesburg), Sierra, Wehmeyer 61' ( Matoug), Doumtsios, Verheijen 70' ( Berden) RESERVEBANK: Van Crooij, Schrick, Van Zutphen, Sedláček |  |
| Stadion: Bingoal Stadion, Den Haag Toeschouwers: 5.758 Arbiter: Oostrom                                                                      |                 |           |               | Coremans, Van der Sloot 35', 54', Waem, Boakye 46' ( Sylla), Esajas 80' ( Granli), Vlak, Schalk , De Bruin 19' 61' ( Kilo 90+5'), Van Mieghem 80' ( Lourens), Struick 61' ( Sürmeli), Ideho RESERVEBANK: Nikiema, Van de Riet, Hokke, Does, Dijkhuizen, Maasland | De Boer, Lathouwers, Ketting , R. Janssen, Simon Janssen 70' ( Gyamfi), Braem 74' ( Odriss), Pöpperl 46' ( Doesburg), Sierra, Wehmeyer 61' ( Matoug), Doumtsios, Verheijen 70' ( Berden) RESERVEBANK: Van Crooij, Schrick, Van Zutphen, Sedláček |  |
| Stadion: Bingoal Stadion, Den Haag Toeschouwers: 5.758 Arbiter: Oostrom                                                                      |                 |           |               | Coremans, Van der Sloot 35', 54', Waem, Boakye 46' ( Sylla), Esajas 80' ( Granli), Vlak, Schalk , De Bruin 19' 61' ( Kilo 90+5'), Van Mieghem 80' ( Lourens), Struick 61' ( Sürmeli), Ideho RESERVEBANK: Nikiema, Van de Riet, Hokke, Does, Dijkhuizen, Maasland | De Boer, Lathouwers, Ketting , R. Janssen, Simon Janssen 70' ( Gyamfi), Braem 74' ( Odriss), Pöpperl 46' ( Doesburg), Sierra, Wehmeyer 61' ( Matoug), Doumtsios, Verheijen 70' ( Berden) RESERVEBANK: Van Crooij, Schrick, Van Zutphen, Sedláček |  |
| Bijz.: 150e officiële wedstrijd Simon Janssen namens VVV. Competitiedebuut Doumtsios, Braem, Wehmeyer, Pöpperl, Matoug en Gyamfi namens VVV. |                 |           |               | | |  |

Speelronde 2:
| vrijdag 16 augustus 2024, 20:00                                        | VVV-Venlo | 0-1 (0-0) | Vitesse       | Opstelling VVV-Venlo | Opstelling Vitesse |  |
| Stadion: Stadion De Koel, Venlo Toeschouwers: 5.589 Arbiter: Vereijken |           |           | 53' Jonathans | De Boer, Lathouwers 71' ( Van Zutphen), Ketting , R. Janssen, Simon Janssen 78' ( Gyamfi), Braem 78' ( Matoug), Pöpperl 62' ( Doesburg), Sierra, Wehmeyer 62' ( Berden), Doumtsios, Verheijen RESERVEBANK: Van Crooij, Schrick, Sedláček, Odriss, Roemer | Bramel, Postma 61' ( Kreekels), Van Zwam 26', Steffen, A. Büttner 80' ( Van der Plaat), Tielemans 24', Hoogewerf, Cornelisse, Jonathans 70' 71' ( Yegoian), Van Duivenbooden 61' ( Gudelj), De Regt 80' ( Visser) RESERVEBANK: Milder, Van der Heijden, Egbring, Bakker, Tahaui, Koller, Dokunmu |  |
| Stadion: Stadion De Koel, Venlo Toeschouwers: 5.589 Arbiter: Vereijken |           |           |               | De Boer, Lathouwers 71' ( Van Zutphen), Ketting , R. Janssen, Simon Janssen 78' ( Gyamfi), Braem 78' ( Matoug), Pöpperl 62' ( Doesburg), Sierra, Wehmeyer 62' ( Berden), Doumtsios, Verheijen RESERVEBANK: Van Crooij, Schrick, Sedláček, Odriss, Roemer | Bramel, Postma 61' ( Kreekels), Van Zwam 26', Steffen, A. Büttner 80' ( Van der Plaat), Tielemans 24', Hoogewerf, Cornelisse, Jonathans 70' 71' ( Yegoian), Van Duivenbooden 61' ( Gudelj), De Regt 80' ( Visser) RESERVEBANK: Milder, Van der Heijden, Egbring, Bakker, Tahaui, Koller, Dokunmu |  |
| Stadion: Stadion De Koel, Venlo Toeschouwers: 5.589 Arbiter: Vereijken |           |           |               | De Boer, Lathouwers 71' ( Van Zutphen), Ketting , R. Janssen, Simon Janssen 78' ( Gyamfi), Braem 78' ( Matoug), Pöpperl 62' ( Doesburg), Sierra, Wehmeyer 62' ( Berden), Doumtsios, Verheijen RESERVEBANK: Van Crooij, Schrick, Sedláček, Odriss, Roemer | Bramel, Postma 61' ( Kreekels), Van Zwam 26', Steffen, A. Büttner 80' ( Van der Plaat), Tielemans 24', Hoogewerf, Cornelisse, Jonathans 70' 71' ( Yegoian), Van Duivenbooden 61' ( Gudelj), De Regt 80' ( Visser) RESERVEBANK: Milder, Van der Heijden, Egbring, Bakker, Tahaui, Koller, Dokunmu |  |
|                                                                        |           |           |               | | |  |

Speelronde 3:
| zondag 25 augustus 2024, 16:45                                   | VVV-Venlo | 1-1 (1-0) | Roda JC       | Opstelling VVV-Venlo | Opstelling Roda JC |  |
| Stadion: Stadion De Koel, Venlo Toeschouwers: 5.202 Arbiter: Vos | Braem 10' |           | 90+7' Kruiver | De Boer, Lathouwers, Ketting , R. Janssen 18', Simon Janssen 90+3', Braem 77' 85' ( Odriss), Pöpperl 46' ( Matoug), Sierra, Wehmeyer 60' 63' ( Berden), Doumtsios 63' ( Doesburg), Verheijen 58' ( Gyamfi) RESERVEBANK: Van Crooij, Schrick, Van Zutphen, Javad, Roemer | Bucker, Kruiver, Koglin 90+2' ( Bangura), Oude Kotte, Müller, Kongolo 74' ( Džepar), Griffith 74' ( Krawczyk), Beerten, Van der Heide 57' ( Sejdiu), Çukur, Peña Zauner 46' ( Leijten 89') RESERVEBANK: Treichel, Moro, Markelo, Jansen, Köther, Spieringhs |  |
| Stadion: Stadion De Koel, Venlo Toeschouwers: 5.202 Arbiter: Vos |           |           |               | De Boer, Lathouwers, Ketting , R. Janssen 18', Simon Janssen 90+3', Braem 77' 85' ( Odriss), Pöpperl 46' ( Matoug), Sierra, Wehmeyer 60' 63' ( Berden), Doumtsios 63' ( Doesburg), Verheijen 58' ( Gyamfi) RESERVEBANK: Van Crooij, Schrick, Van Zutphen, Javad, Roemer | Bucker, Kruiver, Koglin 90+2' ( Bangura), Oude Kotte, Müller, Kongolo 74' ( Džepar), Griffith 74' ( Krawczyk), Beerten, Van der Heide 57' ( Sejdiu), Çukur, Peña Zauner 46' ( Leijten 89') RESERVEBANK: Treichel, Moro, Markelo, Jansen, Köther, Spieringhs |  |
| Stadion: Stadion De Koel, Venlo Toeschouwers: 5.202 Arbiter: Vos |           |           |               | De Boer, Lathouwers, Ketting , R. Janssen 18', Simon Janssen 90+3', Braem 77' 85' ( Odriss), Pöpperl 46' ( Matoug), Sierra, Wehmeyer 60' 63' ( Berden), Doumtsios 63' ( Doesburg), Verheijen 58' ( Gyamfi) RESERVEBANK: Van Crooij, Schrick, Van Zutphen, Javad, Roemer | Bucker, Kruiver, Koglin 90+2' ( Bangura), Oude Kotte, Müller, Kongolo 74' ( Džepar), Griffith 74' ( Krawczyk), Beerten, Van der Heide 57' ( Sejdiu), Çukur, Peña Zauner 46' ( Leijten 89') RESERVEBANK: Treichel, Moro, Markelo, Jansen, Köther, Spieringhs |  |
|                                                                  |           |           |               | | |  |

Speelronde 4:
| vrijdag 30 augustus 2024, 20:00                                              | Helmond Sport                             | 3-0 (1-0) | VVV-Venlo | Opstelling Helmond Sport | Opstelling VVV-Venlo |  |
| Stadion: GS Staalwerken Stadion, Helmond Toeschouwers: 2.034 Arbiter: Timmer | Daneels 27' Van den Hurk 71' Scholz 90+1' |           |           | Van der Steen , Pachonik, Halhal, Scholz, Van Hove 53', Golliard 90+3' ( Ingason), Ostrc 30' 74' ( Dizdarević), Van Himbeeck, Daneels 84' ( Essakkati), Van den Hurk 74' ( Ogenia), Šits RESERVEBANK: Hendriks, Aben, Absalem, Zonneveld, Malahi | De Boer, Lathouwers, Ketting , R. Janssen 26' 83' ( Odriss), Simon Janssen 39', Braem, Pöpperl 46' ( Matoug), Sierra, Wehmeyer 72' ( Roemer), Doumtsios 60' ( Doesburg), Verheijen 72' ( Berden) RESERVEBANK: Van Crooij, Schrick, Blancquart, Van Zutphen, Gyamfi, Javad |  |
| Stadion: GS Staalwerken Stadion, Helmond Toeschouwers: 2.034 Arbiter: Timmer |                                           |           |           | Van der Steen , Pachonik, Halhal, Scholz, Van Hove 53', Golliard 90+3' ( Ingason), Ostrc 30' 74' ( Dizdarević), Van Himbeeck, Daneels 84' ( Essakkati), Van den Hurk 74' ( Ogenia), Šits RESERVEBANK: Hendriks, Aben, Absalem, Zonneveld, Malahi | De Boer, Lathouwers, Ketting , R. Janssen 26' 83' ( Odriss), Simon Janssen 39', Braem, Pöpperl 46' ( Matoug), Sierra, Wehmeyer 72' ( Roemer), Doumtsios 60' ( Doesburg), Verheijen 72' ( Berden) RESERVEBANK: Van Crooij, Schrick, Blancquart, Van Zutphen, Gyamfi, Javad |  |
| Stadion: GS Staalwerken Stadion, Helmond Toeschouwers: 2.034 Arbiter: Timmer |                                           |           |           | Van der Steen , Pachonik, Halhal, Scholz, Van Hove 53', Golliard 90+3' ( Ingason), Ostrc 30' 74' ( Dizdarević), Van Himbeeck, Daneels 84' ( Essakkati), Van den Hurk 74' ( Ogenia), Šits RESERVEBANK: Hendriks, Aben, Absalem, Zonneveld, Malahi | De Boer, Lathouwers, Ketting , R. Janssen 26' 83' ( Odriss), Simon Janssen 39', Braem, Pöpperl 46' ( Matoug), Sierra, Wehmeyer 72' ( Roemer), Doumtsios 60' ( Doesburg), Verheijen 72' ( Berden) RESERVEBANK: Van Crooij, Schrick, Blancquart, Van Zutphen, Gyamfi, Javad |  |
|                                                                              |                                           |           |           | | |  |

Speelronde 5:
| vrijdag 13 september 2024, 20:00                                                              | VVV-Venlo                              | 3-2 (1-1) | Jong FC Utrecht           | Opstelling VVV-Venlo | Opstelling Jong FC Utrecht |  |
| Stadion: Stadion De Koel, Venlo Toeschouwers: 4.949 Arbiter: Sturm                            | Doumtsios 5' Doesburg 70' Doesburg 76' |           | 40' Blake 49' El Arguioui | De Boer, Van Zutphen 59' ( Verheijen), Ketting , R. Janssen, Simon Janssen, Braem, De Waal 35' 59' ( Berden), Sierra 89' ( Pöpperl), Wehmeyer 59' ( Doesburg), Doumtsios 50' 71' ( Matoug), Gyamfi 61' RESERVEBANK: Van Crooij, Schrick, Blancquart, Odriss, Roemer, Javad | Dithmer, Van Hees, Kooy , Mukeh, Held 89' ( Viereck), Andersen, El Arguioui, Yah 60' ( Dundas), Rohd Schlichting 79' ( Edhart), Den Boggende 79' ( Charalampoglou), Blake 45' 79' ( Akkerman) RESERVEBANK: Eppink, Oladipo, Driezen, Kloosterboer, Van der Wegen, Dris |  |
| Stadion: Stadion De Koel, Venlo Toeschouwers: 4.949 Arbiter: Sturm                            |                                        |           |                           | De Boer, Van Zutphen 59' ( Verheijen), Ketting , R. Janssen, Simon Janssen, Braem, De Waal 35' 59' ( Berden), Sierra 89' ( Pöpperl), Wehmeyer 59' ( Doesburg), Doumtsios 50' 71' ( Matoug), Gyamfi 61' RESERVEBANK: Van Crooij, Schrick, Blancquart, Odriss, Roemer, Javad | Dithmer, Van Hees, Kooy , Mukeh, Held 89' ( Viereck), Andersen, El Arguioui, Yah 60' ( Dundas), Rohd Schlichting 79' ( Edhart), Den Boggende 79' ( Charalampoglou), Blake 45' 79' ( Akkerman) RESERVEBANK: Eppink, Oladipo, Driezen, Kloosterboer, Van der Wegen, Dris |  |
| Stadion: Stadion De Koel, Venlo Toeschouwers: 4.949 Arbiter: Sturm                            |                                        |           |                           | De Boer, Van Zutphen 59' ( Verheijen), Ketting , R. Janssen, Simon Janssen, Braem, De Waal 35' 59' ( Berden), Sierra 89' ( Pöpperl), Wehmeyer 59' ( Doesburg), Doumtsios 50' 71' ( Matoug), Gyamfi 61' RESERVEBANK: Van Crooij, Schrick, Blancquart, Odriss, Roemer, Javad | Dithmer, Van Hees, Kooy , Mukeh, Held 89' ( Viereck), Andersen, El Arguioui, Yah 60' ( Dundas), Rohd Schlichting 79' ( Edhart), Den Boggende 79' ( Charalampoglou), Blake 45' 79' ( Akkerman) RESERVEBANK: Eppink, Oladipo, Driezen, Kloosterboer, Van der Wegen, Dris |  |
| Bijz.: Competitiedebuut De Waal namens VVV. Gele kaart voor trainer Lammers in de 73e minuut. |                                        |           |                           | | |  |

Speelronde 6:
| maandag 16 september 2024, 20:00                                                     | Excelsior                                                    | 4-0 (3-0) | VVV-Venlo | Opstelling Excelsior | Opstelling VVV-Venlo |  |
| Stadion: Van Donge & De Roo Stadion, Rotterdam Toeschouwers: 2.744 Arbiter: Manschot | Donkor 6' Omorowa 17' Omorowa 22' (pen.) De Almeida Reis 85' |           |           | Raatsie, Bronkhorst 70' ( De Almeida Reis), Widell 77' ( Loeffen), Warmerdam, De Moes 62' ( Seymor), Hatenboer, Hartjes, Naujoks, Fini 70' ( Sanches Fernandes), Omorowa 70' ( Van Duinen), Donkor RESERVEBANK: Kuiper, Eijgenraam, Booth, Groen | De Boer, Van Zutphen, Ketting , R. Janssen, Simon Janssen 38', Braem, De Waal 70' ( Pöpperl), Sierra, Wehmeyer 30' ( Berden), Doumtsios 70' ( Doesburg), Gyamfi 31' ( Verheijen 40' ( Matoug)) RESERVEBANK: Van Crooij, Schrick, Blancquart, Odriss, Roemer, Javad |  |
| Stadion: Van Donge & De Roo Stadion, Rotterdam Toeschouwers: 2.744 Arbiter: Manschot |                                                              |           |           | Raatsie, Bronkhorst 70' ( De Almeida Reis), Widell 77' ( Loeffen), Warmerdam, De Moes 62' ( Seymor), Hatenboer, Hartjes, Naujoks, Fini 70' ( Sanches Fernandes), Omorowa 70' ( Van Duinen), Donkor RESERVEBANK: Kuiper, Eijgenraam, Booth, Groen | De Boer, Van Zutphen, Ketting , R. Janssen, Simon Janssen 38', Braem, De Waal 70' ( Pöpperl), Sierra, Wehmeyer 30' ( Berden), Doumtsios 70' ( Doesburg), Gyamfi 31' ( Verheijen 40' ( Matoug)) RESERVEBANK: Van Crooij, Schrick, Blancquart, Odriss, Roemer, Javad |  |
| Stadion: Van Donge & De Roo Stadion, Rotterdam Toeschouwers: 2.744 Arbiter: Manschot |                                                              |           |           | Raatsie, Bronkhorst 70' ( De Almeida Reis), Widell 77' ( Loeffen), Warmerdam, De Moes 62' ( Seymor), Hatenboer, Hartjes, Naujoks, Fini 70' ( Sanches Fernandes), Omorowa 70' ( Van Duinen), Donkor RESERVEBANK: Kuiper, Eijgenraam, Booth, Groen | De Boer, Van Zutphen, Ketting , R. Janssen, Simon Janssen 38', Braem, De Waal 70' ( Pöpperl), Sierra, Wehmeyer 30' ( Berden), Doumtsios 70' ( Doesburg), Gyamfi 31' ( Verheijen 40' ( Matoug)) RESERVEBANK: Van Crooij, Schrick, Blancquart, Odriss, Roemer, Javad |  |
|                                                                                      |                                                              |           |           | | |  |

Speelronde 7:
| vrijdag 20 september 2024, 20:00                                      | VVV-Venlo | 0-2 (0-1) | Jong PSV            | Opstelling VVV-Venlo | Opstelling Jong PSV |  |
| Stadion: Stadion De Koel, Venlo Toeschouwers: 4.509 Arbiter: Hardeman |           |           | 23' Abed 90+2' Land | De Boer, Van Zutphen 44' 61' ( Blancquart), Ketting , R. Janssen 88', Simon Janssen, Braem, Pöpperl 61' ( De Waal), Sierra 81' ( Gyamfi), Berden 61' ( Wehmeyer), Doesburg, Matoug 61' ( Doumtsios) RESERVEBANK: Van Crooij, Taylan, Odriss, Javad, Roemer | Schiks, Van de Blaak, Van der Plas 56', Monamay 58', Van de Riet 79' ( Dağaşan), Geerts, Simons 34' 75' ( Bawuah), Land, Abed 64' ( Thomas), Uneken , Bars 63' ( Younis) RESERVEBANK: Verkooijen, Smolenaars, Heylen, Raap, Van den Heuvel, Gilbert, Ndala, Houben |  |
| Stadion: Stadion De Koel, Venlo Toeschouwers: 4.509 Arbiter: Hardeman |           |           |                     | De Boer, Van Zutphen 44' 61' ( Blancquart), Ketting , R. Janssen 88', Simon Janssen, Braem, Pöpperl 61' ( De Waal), Sierra 81' ( Gyamfi), Berden 61' ( Wehmeyer), Doesburg, Matoug 61' ( Doumtsios) RESERVEBANK: Van Crooij, Taylan, Odriss, Javad, Roemer | Schiks, Van de Blaak, Van der Plas 56', Monamay 58', Van de Riet 79' ( Dağaşan), Geerts, Simons 34' 75' ( Bawuah), Land, Abed 64' ( Thomas), Uneken , Bars 63' ( Younis) RESERVEBANK: Verkooijen, Smolenaars, Heylen, Raap, Van den Heuvel, Gilbert, Ndala, Houben |  |
| Stadion: Stadion De Koel, Venlo Toeschouwers: 4.509 Arbiter: Hardeman |           |           |                     | De Boer, Van Zutphen 44' 61' ( Blancquart), Ketting , R. Janssen 88', Simon Janssen, Braem, Pöpperl 61' ( De Waal), Sierra 81' ( Gyamfi), Berden 61' ( Wehmeyer), Doesburg, Matoug 61' ( Doumtsios) RESERVEBANK: Van Crooij, Taylan, Odriss, Javad, Roemer | Schiks, Van de Blaak, Van der Plas 56', Monamay 58', Van de Riet 79' ( Dağaşan), Geerts, Simons 34' 75' ( Bawuah), Land, Abed 64' ( Thomas), Uneken , Bars 63' ( Younis) RESERVEBANK: Verkooijen, Smolenaars, Heylen, Raap, Van den Heuvel, Gilbert, Ndala, Houben |  |
| Bijz.: Competitiedebuut Blancquart namens VVV.                        |           |           |                     | | |  |

Speelronde 8:
| vrijdag 27 september 2024, 20:00                                   | FC Volendam             | 2-4 (0-2) | VVV-Venlo                                       | Opstelling FC Volendam | Opstelling VVV-Venlo |  |
| Stadion: Kras Stadion, Volendam Toeschouwers: 5.629 Arbiter: Kooij | Veerman 78' Beukers 89' |           | 33' Berden 39' Ketting 59' Berden 90+7' Pöpperl | Lauwers, Curiel, Mbuyamba, Amevor, Leliendal 78' ( Beukers), Jacobs 78' ( Bouziane), Plat 61' ( Oehlers), De Haan 46' ( Kuwas), Ould-Chikh 79', Veerman , Mühren RESERVEBANK: Van Oevelen, Ngom, Steur, Blondeau, Hoeve, Demircioğlu | De Boer, Van Zutphen 52' ( Roemer), Ketting , R. Janssen, Simon Janssen, Braem, De Waal 90+6' 81' ( Pöpperl 87'), Sierra, Berden 81' ( Gyamfi), Doumtsios 70' ( Doesburg), Matoug 70' ( Wehmeyer 90+4') RESERVEBANK: Van Crooij, Taylan, Blancquart, Odriss, Javad |  |
| Stadion: Kras Stadion, Volendam Toeschouwers: 5.629 Arbiter: Kooij |                         |           |                                                 | Lauwers, Curiel, Mbuyamba, Amevor, Leliendal 78' ( Beukers), Jacobs 78' ( Bouziane), Plat 61' ( Oehlers), De Haan 46' ( Kuwas), Ould-Chikh 79', Veerman , Mühren RESERVEBANK: Van Oevelen, Ngom, Steur, Blondeau, Hoeve, Demircioğlu | De Boer, Van Zutphen 52' ( Roemer), Ketting , R. Janssen, Simon Janssen, Braem, De Waal 90+6' 81' ( Pöpperl 87'), Sierra, Berden 81' ( Gyamfi), Doumtsios 70' ( Doesburg), Matoug 70' ( Wehmeyer 90+4') RESERVEBANK: Van Crooij, Taylan, Blancquart, Odriss, Javad |  |
| Stadion: Kras Stadion, Volendam Toeschouwers: 5.629 Arbiter: Kooij |                         |           |                                                 | Lauwers, Curiel, Mbuyamba, Amevor, Leliendal 78' ( Beukers), Jacobs 78' ( Bouziane), Plat 61' ( Oehlers), De Haan 46' ( Kuwas), Ould-Chikh 79', Veerman , Mühren RESERVEBANK: Van Oevelen, Ngom, Steur, Blondeau, Hoeve, Demircioğlu | De Boer, Van Zutphen 52' ( Roemer), Ketting , R. Janssen, Simon Janssen, Braem, De Waal 90+6' 81' ( Pöpperl 87'), Sierra, Berden 81' ( Gyamfi), Doumtsios 70' ( Doesburg), Matoug 70' ( Wehmeyer 90+4') RESERVEBANK: Van Crooij, Taylan, Blancquart, Odriss, Javad |  |
|                                                                    |                         |           |                                                 | | |  |

Speelronde 9:
| vrijdag 4 oktober 2024, 20:00                                       | VVV-Venlo | 0-1 (0-1) | SC Cambuur                  | Opstelling VVV-Venlo | Opstelling SC Cambuur |  |
| Stadion: Stadion De Koel, Venlo Toeschouwers: 4.526 Arbiter: Timmer |           |           | 44' (pen.) Diemers 44' Poll | De Boer 43', Van Zutphen 62' ( Gyamfi), Ketting , R. Janssen, Simon Janssen 45+1', Braem 28', De Waal 72' ( Doesburg), Sierra, Berden 62' ( Roemer), Doumtsios 81' ( Pöpperl), Matoug 62' ( Wehmeyer) RESERVEBANK: Van Crooij, Taylan, Blancquart, Joosten, Odriss | Jansen, Mercera, Nieling, Van Mullem, Poll 41', Kieftenbeld 23', Nartey 66' ( Rölke), Diemers 71', Balk 85' ( Potma), De Leeuw 68' 72' ( De Jong), Pauwels RESERVEBANK: Reiziger, Renkel, Kooistra, Marsman, Ottesen, Priem, Souren, Alhaft |  |
| Stadion: Stadion De Koel, Venlo Toeschouwers: 4.526 Arbiter: Timmer |           |           |                             | De Boer 43', Van Zutphen 62' ( Gyamfi), Ketting , R. Janssen, Simon Janssen 45+1', Braem 28', De Waal 72' ( Doesburg), Sierra, Berden 62' ( Roemer), Doumtsios 81' ( Pöpperl), Matoug 62' ( Wehmeyer) RESERVEBANK: Van Crooij, Taylan, Blancquart, Joosten, Odriss | Jansen, Mercera, Nieling, Van Mullem, Poll 41', Kieftenbeld 23', Nartey 66' ( Rölke), Diemers 71', Balk 85' ( Potma), De Leeuw 68' 72' ( De Jong), Pauwels RESERVEBANK: Reiziger, Renkel, Kooistra, Marsman, Ottesen, Priem, Souren, Alhaft |  |
| Stadion: Stadion De Koel, Venlo Toeschouwers: 4.526 Arbiter: Timmer |           |           |                             | De Boer 43', Van Zutphen 62' ( Gyamfi), Ketting , R. Janssen, Simon Janssen 45+1', Braem 28', De Waal 72' ( Doesburg), Sierra, Berden 62' ( Roemer), Doumtsios 81' ( Pöpperl), Matoug 62' ( Wehmeyer) RESERVEBANK: Van Crooij, Taylan, Blancquart, Joosten, Odriss | Jansen, Mercera, Nieling, Van Mullem, Poll 41', Kieftenbeld 23', Nartey 66' ( Rölke), Diemers 71', Balk 85' ( Potma), De Leeuw 68' 72' ( De Jong), Pauwels RESERVEBANK: Reiziger, Renkel, Kooistra, Marsman, Ottesen, Priem, Souren, Alhaft |  |
| Bijz.: Gele kaart voor trainer Lammers in de 43e minuut.            |           |           |                             | | |  |

Speelronde 10:
| zondag 13 oktober 2024, 14:30                                      | MVV                       | 2-0 (1-0) | VVV-Venlo | Opstelling MVV | Opstelling VVV-Venlo |  |
| Stadion: De Geusselt, Maastricht Toeschouwers: 5.466 Arbiter: Puts | Silva Timas 2' Braken 88' |           |           | Matthys, Librici, Aktaş 37', Coomans 83', Schenk, Kleinen 60' ( Penders), El Basri, Silva Timas 85' ( Slegers), Kassimi 73' ( Esajas), Smeets 85' ( Francis), Mmaee 64' 73' ( Braken) RESERVEBANK: Lambrix, Op de Beeck, Hofland, Tehubyuluw, Buifrahi, Sangen | De Boer, Van Zutphen 71' ( Gyamfi), Ketting 60' ( Blancquart), R. Janssen 79' 90+1', Simon Janssen, Braem 71' ( Doesburg), De Waal 46' ( Pöpperl), Sierra, Berden 46' ( Wehmeyer), Doumtsios, Matoug RESERVEBANK: Van Crooij, Taylan, Odriss, Verheijen, Roemer |  |
| Stadion: De Geusselt, Maastricht Toeschouwers: 5.466 Arbiter: Puts |                           |           |           | Matthys, Librici, Aktaş 37', Coomans 83', Schenk, Kleinen 60' ( Penders), El Basri, Silva Timas 85' ( Slegers), Kassimi 73' ( Esajas), Smeets 85' ( Francis), Mmaee 64' 73' ( Braken) RESERVEBANK: Lambrix, Op de Beeck, Hofland, Tehubyuluw, Buifrahi, Sangen | De Boer, Van Zutphen 71' ( Gyamfi), Ketting 60' ( Blancquart), R. Janssen 79' 90+1', Simon Janssen, Braem 71' ( Doesburg), De Waal 46' ( Pöpperl), Sierra, Berden 46' ( Wehmeyer), Doumtsios, Matoug RESERVEBANK: Van Crooij, Taylan, Odriss, Verheijen, Roemer |  |
| Stadion: De Geusselt, Maastricht Toeschouwers: 5.466 Arbiter: Puts |                           |           |           | Matthys, Librici, Aktaş 37', Coomans 83', Schenk, Kleinen 60' ( Penders), El Basri, Silva Timas 85' ( Slegers), Kassimi 73' ( Esajas), Smeets 85' ( Francis), Mmaee 64' 73' ( Braken) RESERVEBANK: Lambrix, Op de Beeck, Hofland, Tehubyuluw, Buifrahi, Sangen | De Boer, Van Zutphen 71' ( Gyamfi), Ketting 60' ( Blancquart), R. Janssen 79' 90+1', Simon Janssen, Braem 71' ( Doesburg), De Waal 46' ( Pöpperl), Sierra, Berden 46' ( Wehmeyer), Doumtsios, Matoug RESERVEBANK: Van Crooij, Taylan, Odriss, Verheijen, Roemer |  |
|                                                                    |                           |           |           | | |  |

Speelronde 11:
| vrijdag 18 oktober 2024, 20:00 | VVV-Venlo                  | 2-3 (2-1) | FC Dordrecht                          | Opstelling VVV-Venlo | Opstelling FC Dordrecht |  |
| Stadion: Stadion De Koel, Venlo Toeschouwers: 4.130 Arbiter: Pérez                                                                                          | Verheijen 7' Verheijen 39' |           | 13' (e.d.) Gyamfi 56' Slory 86' Slory | De Boer, Gyamfi 22', Blancquart, Joosten 64' ( El Anbri), Simon Janssen, Braem 25', De Waal 28' ( Van Zutphen), Sierra , Matoug 63' ( Berden), Doumtsios 82' ( Doesburg), Verheijen 64' ( Wehmeyer) RESERVEBANK: Van Crooij, Taylan, Jenniskens, Odriss, Roemer, Pöpperl | Bossin , Seydoux 85' ( Codutti), Valk, Van der Avert, Hilton, Van Vianen, Van der Sluijs 70' ( Parlanti), Shein 58' ( Schuurman), Slory, Haen 85' ( Igor), Osundina 59' ( Zandbergen) RESERVEBANK: Biai, Razumejevs, M'Bemba, Akmum, Amuzu |  |
| Stadion: Stadion De Koel, Venlo Toeschouwers: 4.130 Arbiter: Pérez                                                                                          |                            |           |                                       | De Boer, Gyamfi 22', Blancquart, Joosten 64' ( El Anbri), Simon Janssen, Braem 25', De Waal 28' ( Van Zutphen), Sierra , Matoug 63' ( Berden), Doumtsios 82' ( Doesburg), Verheijen 64' ( Wehmeyer) RESERVEBANK: Van Crooij, Taylan, Jenniskens, Odriss, Roemer, Pöpperl | Bossin , Seydoux 85' ( Codutti), Valk, Van der Avert, Hilton, Van Vianen, Van der Sluijs 70' ( Parlanti), Shein 58' ( Schuurman), Slory, Haen 85' ( Igor), Osundina 59' ( Zandbergen) RESERVEBANK: Biai, Razumejevs, M'Bemba, Akmum, Amuzu |  |
| Stadion: Stadion De Koel, Venlo Toeschouwers: 4.130 Arbiter: Pérez                                                                                          |                            |           |                                       | De Boer, Gyamfi 22', Blancquart, Joosten 64' ( El Anbri), Simon Janssen, Braem 25', De Waal 28' ( Van Zutphen), Sierra , Matoug 63' ( Berden), Doumtsios 82' ( Doesburg), Verheijen 64' ( Wehmeyer) RESERVEBANK: Van Crooij, Taylan, Jenniskens, Odriss, Roemer, Pöpperl | Bossin , Seydoux 85' ( Codutti), Valk, Van der Avert, Hilton, Van Vianen, Van der Sluijs 70' ( Parlanti), Shein 58' ( Schuurman), Slory, Haen 85' ( Igor), Osundina 59' ( Zandbergen) RESERVEBANK: Biai, Razumejevs, M'Bemba, Akmum, Amuzu |  |
| Bijz.: R. Janssen geschorst (1e wedstrijd) vanwege directe rode kaart in de competitiewedstrijd MVV – VVV. Competitiedebuut Joosten en El Anbri namens VVV. |                            |           |                                       | | |  |

Speelronde 12:
| vrijdag 25 oktober 2024, 20:00 | VVV-Venlo      | 1-2 (0-1) | FC Den Bosch           | Opstelling VVV-Venlo | Opstelling FC Den Bosch |  |
| Stadion: Stadion De Koel, Venlo Toeschouwers: 5.191 Arbiter: Hensgens | Blancquart 83' |           | 42' Bakaľa 63' Mulders | Van Crooij, Van Zutphen 70' 71' ( Roemer), Blancquart, Joosten 76' ( El Anbri), Simon Janssen, Braem 53' 68' ( Doesburg), De Waal 76' ( Pöpperl), Sierra , Matoug 68' ( Berden), Doumtsios, Verheijen RESERVEBANK: De Boer, Taylan, Jenniskens, Odriss, Wehmeyer, Lemmert | Bakker, Mulders, Van den Bogert , Henderikx 36', De Groot, Acheffay 74' ( Van Hedel), Bakaľa 73', Laros, Burgering 85' ( Barglan), Knöll 28' 74' ( Verbeek 90+2'), Kotzebue 61' ( Gravenberch) RESERVEBANK: Bijlsma, Elum, Maas, Jonathans, Keijser, Boumassaoudi |  |
| Stadion: Stadion De Koel, Venlo Toeschouwers: 5.191 Arbiter: Hensgens |                |           |                        | Van Crooij, Van Zutphen 70' 71' ( Roemer), Blancquart, Joosten 76' ( El Anbri), Simon Janssen, Braem 53' 68' ( Doesburg), De Waal 76' ( Pöpperl), Sierra , Matoug 68' ( Berden), Doumtsios, Verheijen RESERVEBANK: De Boer, Taylan, Jenniskens, Odriss, Wehmeyer, Lemmert | Bakker, Mulders, Van den Bogert , Henderikx 36', De Groot, Acheffay 74' ( Van Hedel), Bakaľa 73', Laros, Burgering 85' ( Barglan), Knöll 28' 74' ( Verbeek 90+2'), Kotzebue 61' ( Gravenberch) RESERVEBANK: Bijlsma, Elum, Maas, Jonathans, Keijser, Boumassaoudi |  |
| Stadion: Stadion De Koel, Venlo Toeschouwers: 5.191 Arbiter: Hensgens |                |           |                        | Van Crooij, Van Zutphen 70' 71' ( Roemer), Blancquart, Joosten 76' ( El Anbri), Simon Janssen, Braem 53' 68' ( Doesburg), De Waal 76' ( Pöpperl), Sierra , Matoug 68' ( Berden), Doumtsios, Verheijen RESERVEBANK: De Boer, Taylan, Jenniskens, Odriss, Wehmeyer, Lemmert | Bakker, Mulders, Van den Bogert , Henderikx 36', De Groot, Acheffay 74' ( Van Hedel), Bakaľa 73', Laros, Burgering 85' ( Barglan), Knöll 28' 74' ( Verbeek 90+2'), Kotzebue 61' ( Gravenberch) RESERVEBANK: Bijlsma, Elum, Maas, Jonathans, Keijser, Boumassaoudi |  |
| Bijz.: R. Janssen geschorst (2e wedstrijd) vanwege directe rode kaart in de competitiewedstrijd MVV – VVV. Gyamfi automatisch geschorst vanwege directe rode kaart in de competitiewedstrijd VVV – FC Dordrecht. |                |           |                        | | |  |

Speelronde 13:
| vrijdag 1 november 2024, 20:00                                         | Jong Ajax | 0-1 (0-1) | VVV-Venlo     | Opstelling Jong Ajax | Opstelling VVV-Venlo |  |
| Stadion: De Toekomst, Duivendrecht Toeschouwers: 932 Arbiter: Shukrula |           |           | 39' Doumtsios | Setford, Alders 84' ( Boerhout), Bouwman, Janse, Jetten, Mokio, Hlynsson 46' ( Kalokoh), Steur 84' ( Chourak), Faberski, Konadu 46' ( Speksnijder), Banel RESERVEBANK: Reverson, Verschuren, Ugwu, Brandes, Chahid, Wolff | Van Crooij, Gyamfi 29', El Anbri 78' ( Joosten), Blancquart, Simon Janssen 67', Braem, Sierra , Matoug, Berden 70' ( Wehmeyer), Doumtsios, Verheijen 86' ( Roemer) RESERVEBANK: De Boer, Taylan, Lemmert, Jenniskens, Odriss, De Waal, Pöpperl, Doesburg |  |
| Stadion: De Toekomst, Duivendrecht Toeschouwers: 932 Arbiter: Shukrula |           |           |               | Setford, Alders 84' ( Boerhout), Bouwman, Janse, Jetten, Mokio, Hlynsson 46' ( Kalokoh), Steur 84' ( Chourak), Faberski, Konadu 46' ( Speksnijder), Banel RESERVEBANK: Reverson, Verschuren, Ugwu, Brandes, Chahid, Wolff | Van Crooij, Gyamfi 29', El Anbri 78' ( Joosten), Blancquart, Simon Janssen 67', Braem, Sierra , Matoug, Berden 70' ( Wehmeyer), Doumtsios, Verheijen 86' ( Roemer) RESERVEBANK: De Boer, Taylan, Lemmert, Jenniskens, Odriss, De Waal, Pöpperl, Doesburg |  |
| Stadion: De Toekomst, Duivendrecht Toeschouwers: 932 Arbiter: Shukrula |           |           |               | Setford, Alders 84' ( Boerhout), Bouwman, Janse, Jetten, Mokio, Hlynsson 46' ( Kalokoh), Steur 84' ( Chourak), Faberski, Konadu 46' ( Speksnijder), Banel RESERVEBANK: Reverson, Verschuren, Ugwu, Brandes, Chahid, Wolff | Van Crooij, Gyamfi 29', El Anbri 78' ( Joosten), Blancquart, Simon Janssen 67', Braem, Sierra , Matoug, Berden 70' ( Wehmeyer), Doumtsios, Verheijen 86' ( Roemer) RESERVEBANK: De Boer, Taylan, Lemmert, Jenniskens, Odriss, De Waal, Pöpperl, Doesburg |  |
|                                                                        |           |           |               | | |  |

Speelronde 14:
| vrijdag 8 november 2024, 20:00                                                                     | VVV-Venlo | 0-1 (0-0) | Jong AZ       | Opstelling VVV-Venlo | Opstelling Jong AZ |  |
| Stadion: Stadion De Koel, Venlo Toeschouwers: 5.067 Arbiter: Gerrets                               |           |           | 85' Robbemond | Van Crooij, Mokono 66' ( Roemer), El Anbri 66' ( Joosten), Blancquart, Gyamfi, Braem 80', Sierra , Verheijen 66' ( Wehmeyer), Berden 79' 81' ( Pöpperl), Doumtsios 66' ( Doesburg), Matoug RESERVEBANK: De Boer, Taylan, Odriss, De Waal | Deen, Van Aken 71' ( Dekkers), Menu, Van Duijl 62', Engel, Kalisvaart , Robbemond, Lenssen 15' 46' ( Splinter), Gerold, Smits 66' ( Van den Ban), Ait Ali Oulhaj 66' ( Esajas) RESERVEBANK: Kuijsten, Olofsson, Oud |  |
| Stadion: Stadion De Koel, Venlo Toeschouwers: 5.067 Arbiter: Gerrets                               |           |           |               | Van Crooij, Mokono 66' ( Roemer), El Anbri 66' ( Joosten), Blancquart, Gyamfi, Braem 80', Sierra , Verheijen 66' ( Wehmeyer), Berden 79' 81' ( Pöpperl), Doumtsios 66' ( Doesburg), Matoug RESERVEBANK: De Boer, Taylan, Odriss, De Waal | Deen, Van Aken 71' ( Dekkers), Menu, Van Duijl 62', Engel, Kalisvaart , Robbemond, Lenssen 15' 46' ( Splinter), Gerold, Smits 66' ( Van den Ban), Ait Ali Oulhaj 66' ( Esajas) RESERVEBANK: Kuijsten, Olofsson, Oud |  |
| Stadion: Stadion De Koel, Venlo Toeschouwers: 5.067 Arbiter: Gerrets                               |           |           |               | Van Crooij, Mokono 66' ( Roemer), El Anbri 66' ( Joosten), Blancquart, Gyamfi, Braem 80', Sierra , Verheijen 66' ( Wehmeyer), Berden 79' 81' ( Pöpperl), Doumtsios 66' ( Doesburg), Matoug RESERVEBANK: De Boer, Taylan, Odriss, De Waal | Deen, Van Aken 71' ( Dekkers), Menu, Van Duijl 62', Engel, Kalisvaart , Robbemond, Lenssen 15' 46' ( Splinter), Gerold, Smits 66' ( Van den Ban), Ait Ali Oulhaj 66' ( Esajas) RESERVEBANK: Kuijsten, Olofsson, Oud |  |
| Bijz.: S. Janssen automatisch geschorst vanwege 5e gele kaart. Competitiedebuut Mokono namens VVV. |           |           |               | | |  |

Speelronde 15:
| vrijdag 15 november 2024, 20:00                                      | Telstar                                                        | 4-0 (2-0) | VVV-Venlo | Opstelling Telstar | Opstelling VVV-Venlo |  |
| Stadion: 711 Stadion, Velsen-Zuid Toeschouwers: 2.626 Arbiter: Sturm | El Kachati 2' Eddahchouri 25' (pen.) El Kachati 72' Bakker 84' |           |           | Koeman, Apau , Dirks, Bakker, Hardeveld 89' ( Benzzine), Noslin 78' ( Owusu), Offerhaus, Rossen 78' ( Overtoom), El Kachati 89' ( Hetli), Eddahchouri, Van Ekeris 73' ( Kaandorp) RESERVEBANK: Houweling, Bodak, Den Haan, Van Schooneveld, Hagedoorn | Van Crooij, Mokono 73' ( Roemer), El Anbri 53' ( Gyamfi), Blancquart, Simon Janssen, Sierra , De Waal, Matoug 23', Berden 74' ( Pöpperl 86'), Doumtsios 74' ( Doesburg), Verheijen 74' ( Wehmeyer) RESERVEBANK: De Boer, Taylan, Jenniskens, Odriss |  |
| Stadion: 711 Stadion, Velsen-Zuid Toeschouwers: 2.626 Arbiter: Sturm |                                                                |           |           | Koeman, Apau , Dirks, Bakker, Hardeveld 89' ( Benzzine), Noslin 78' ( Owusu), Offerhaus, Rossen 78' ( Overtoom), El Kachati 89' ( Hetli), Eddahchouri, Van Ekeris 73' ( Kaandorp) RESERVEBANK: Houweling, Bodak, Den Haan, Van Schooneveld, Hagedoorn | Van Crooij, Mokono 73' ( Roemer), El Anbri 53' ( Gyamfi), Blancquart, Simon Janssen, Sierra , De Waal, Matoug 23', Berden 74' ( Pöpperl 86'), Doumtsios 74' ( Doesburg), Verheijen 74' ( Wehmeyer) RESERVEBANK: De Boer, Taylan, Jenniskens, Odriss |  |
| Stadion: 711 Stadion, Velsen-Zuid Toeschouwers: 2.626 Arbiter: Sturm |                                                                |           |           | Koeman, Apau , Dirks, Bakker, Hardeveld 89' ( Benzzine), Noslin 78' ( Owusu), Offerhaus, Rossen 78' ( Overtoom), El Kachati 89' ( Hetli), Eddahchouri, Van Ekeris 73' ( Kaandorp) RESERVEBANK: Houweling, Bodak, Den Haan, Van Schooneveld, Hagedoorn | Van Crooij, Mokono 73' ( Roemer), El Anbri 53' ( Gyamfi), Blancquart, Simon Janssen, Sierra , De Waal, Matoug 23', Berden 74' ( Pöpperl 86'), Doumtsios 74' ( Doesburg), Verheijen 74' ( Wehmeyer) RESERVEBANK: De Boer, Taylan, Jenniskens, Odriss |  |
| Bijz.: Braem automatisch geschorst vanwege 5e gele kaart.            |                                                                |           |           | | |  |

Speelronde 16:
| vrijdag 22 november 2024, 20:00                                    | VVV-Venlo | 0-2 (0-1) | FC Emmen              | Opstelling VVV-Venlo | Opstelling FC Emmen |  |
| Stadion: Stadion De Koel, Venlo Toeschouwers: 5.286 Arbiter: Blank |           |           | 20' Hawkins 64' Evina | Van Crooij, Mokono, Blancquart 4', R. Janssen 62', Janssen, Braem 83' ( El Anbri), Sierra 78' ( Pöpperl), Matoug 66' ( Doesburg), Berden, Doumtsios 84' ( De Waal), Verheijen 46' ( Wehmeyer) RESERVEBANK: De Boer, Taylan, Van Zutphen, Gyamfi, Roemer | Hoekstra, Te Wierik 79', Soares, Vos, Nunumete, Wagner, Kade 88' ( Quispel), Rhein 82' ( Martin), Hawkins 88' ( Hammouti), Evina 80' ( Sadiku), Nsona RESERVEBANK: Jalving, Ten Brinke, Geypens, Schouten, Bolk, Hekkert, Rogulj, Landu |  |
| Stadion: Stadion De Koel, Venlo Toeschouwers: 5.286 Arbiter: Blank |           |           |                       | Van Crooij, Mokono, Blancquart 4', R. Janssen 62', Janssen, Braem 83' ( El Anbri), Sierra 78' ( Pöpperl), Matoug 66' ( Doesburg), Berden, Doumtsios 84' ( De Waal), Verheijen 46' ( Wehmeyer) RESERVEBANK: De Boer, Taylan, Van Zutphen, Gyamfi, Roemer | Hoekstra, Te Wierik 79', Soares, Vos, Nunumete, Wagner, Kade 88' ( Quispel), Rhein 82' ( Martin), Hawkins 88' ( Hammouti), Evina 80' ( Sadiku), Nsona RESERVEBANK: Jalving, Ten Brinke, Geypens, Schouten, Bolk, Hekkert, Rogulj, Landu |  |
| Stadion: Stadion De Koel, Venlo Toeschouwers: 5.286 Arbiter: Blank |           |           |                       | Van Crooij, Mokono, Blancquart 4', R. Janssen 62', Janssen, Braem 83' ( El Anbri), Sierra 78' ( Pöpperl), Matoug 66' ( Doesburg), Berden, Doumtsios 84' ( De Waal), Verheijen 46' ( Wehmeyer) RESERVEBANK: De Boer, Taylan, Van Zutphen, Gyamfi, Roemer | Hoekstra, Te Wierik 79', Soares, Vos, Nunumete, Wagner, Kade 88' ( Quispel), Rhein 82' ( Martin), Hawkins 88' ( Hammouti), Evina 80' ( Sadiku), Nsona RESERVEBANK: Jalving, Ten Brinke, Geypens, Schouten, Bolk, Hekkert, Rogulj, Landu |  |
|                                                                    |           |           |                       | | |  |

Speelronde 17:
| zondag 1 december 2024, 12:15                                                 | De Graafschap                         | 3-1 (2-0) | VVV-Venlo  | Opstelling De Graafschap | Opstelling VVV-Venlo |  |
| Stadion: De Vijverberg, Doetinchem Toeschouwers: 11.137 Arbiter: Van der Eijk | Warmerdam 2' Mahi 25' El Kadiri 90+1' |           | 55' Mokono | Smits, Fortes , Besselink 3' 90+7' ( Hardeman), Hillen, Schoppema, Najah, Mahi 63' ( Brittijn), Warmerdam 90+7' ( Kaak), Van de Haar 63' ( Marçal), Seuntjens 37', El Kadiri 90+7' ( Hassan) RESERVEBANK: Wieggers, Kremers, Symons, Willemsen, Yadir, Grotenhuis, Kwint | Van Crooij, Mokono 72' ( Verheijen), El Anbri 60' 84' ( Gyamfi), Blancquart 61', Simon Janssen, Sierra , Braem, Matoug 73' ( Van Zutphen), Berden 72' ( Pöpperl), Doesburg 72' ( Doumtsios), Wehmeyer RESERVEBANK: De Boer, Taylan, De Waal, Roemer |  |
| Stadion: De Vijverberg, Doetinchem Toeschouwers: 11.137 Arbiter: Van der Eijk |                                       |           |            | Smits, Fortes , Besselink 3' 90+7' ( Hardeman), Hillen, Schoppema, Najah, Mahi 63' ( Brittijn), Warmerdam 90+7' ( Kaak), Van de Haar 63' ( Marçal), Seuntjens 37', El Kadiri 90+7' ( Hassan) RESERVEBANK: Wieggers, Kremers, Symons, Willemsen, Yadir, Grotenhuis, Kwint | Van Crooij, Mokono 72' ( Verheijen), El Anbri 60' 84' ( Gyamfi), Blancquart 61', Simon Janssen, Sierra , Braem, Matoug 73' ( Van Zutphen), Berden 72' ( Pöpperl), Doesburg 72' ( Doumtsios), Wehmeyer RESERVEBANK: De Boer, Taylan, De Waal, Roemer |  |
| Stadion: De Vijverberg, Doetinchem Toeschouwers: 11.137 Arbiter: Van der Eijk |                                       |           |            | Smits, Fortes , Besselink 3' 90+7' ( Hardeman), Hillen, Schoppema, Najah, Mahi 63' ( Brittijn), Warmerdam 90+7' ( Kaak), Van de Haar 63' ( Marçal), Seuntjens 37', El Kadiri 90+7' ( Hassan) RESERVEBANK: Wieggers, Kremers, Symons, Willemsen, Yadir, Grotenhuis, Kwint | Van Crooij, Mokono 72' ( Verheijen), El Anbri 60' 84' ( Gyamfi), Blancquart 61', Simon Janssen, Sierra , Braem, Matoug 73' ( Van Zutphen), Berden 72' ( Pöpperl), Doesburg 72' ( Doumtsios), Wehmeyer RESERVEBANK: De Boer, Taylan, De Waal, Roemer |  |
| Bijz.: R. Janssen automatisch geschorst vanwege 5e gele kaart.                |                                       |           |            | | |  |

Speelronde 18:
| vrijdag 6 december 2024, 20:00                                       | VVV-Venlo | 0-0 (0-0) | TOP Oss | Opstelling VVV-Venlo | Opstelling TOP Oss |  |
| Stadion: Stadion De Koel, Venlo Toeschouwers: 4.112 Arbiter: Wiersma |           |           |         | Van Crooij, Mokono 86' ( Van Zutphen), Blancquart 44', R. Janssen , Janssen 79', Braem, Sierra, Matoug 65' ( De Waal), Berden 79' ( Roemer), Doesburg 46' ( Doumtsios), Wehmeyer 65' ( Verheijen) RESERVEBANK: De Boer, Taylan, El Anbri, Gyamfi, Pöpperl | Havekotte , Troupée, Miguel, Lambrix 90', Kuijpers, Van Rooijen, Esajas, Loukili 80' ( Van der Werff), Korte 80' ( Zitman), Allemeersch 80' ( Stensrud), Zimmerman 55' 71' ( Hinoke 87') RESERVEBANK: Van Herk, Geneste, Mac-Intosch, Van Bost, Cox, Mulder, Niekel, Touré |  |
| Stadion: Stadion De Koel, Venlo Toeschouwers: 4.112 Arbiter: Wiersma |           |           |         | Van Crooij, Mokono 86' ( Van Zutphen), Blancquart 44', R. Janssen , Janssen 79', Braem, Sierra, Matoug 65' ( De Waal), Berden 79' ( Roemer), Doesburg 46' ( Doumtsios), Wehmeyer 65' ( Verheijen) RESERVEBANK: De Boer, Taylan, El Anbri, Gyamfi, Pöpperl | Havekotte , Troupée, Miguel, Lambrix 90', Kuijpers, Van Rooijen, Esajas, Loukili 80' ( Van der Werff), Korte 80' ( Zitman), Allemeersch 80' ( Stensrud), Zimmerman 55' 71' ( Hinoke 87') RESERVEBANK: Van Herk, Geneste, Mac-Intosch, Van Bost, Cox, Mulder, Niekel, Touré |  |
| Stadion: Stadion De Koel, Venlo Toeschouwers: 4.112 Arbiter: Wiersma |           |           |         | Van Crooij, Mokono 86' ( Van Zutphen), Blancquart 44', R. Janssen , Janssen 79', Braem, Sierra, Matoug 65' ( De Waal), Berden 79' ( Roemer), Doesburg 46' ( Doumtsios), Wehmeyer 65' ( Verheijen) RESERVEBANK: De Boer, Taylan, El Anbri, Gyamfi, Pöpperl | Havekotte , Troupée, Miguel, Lambrix 90', Kuijpers, Van Rooijen, Esajas, Loukili 80' ( Van der Werff), Korte 80' ( Zitman), Allemeersch 80' ( Stensrud), Zimmerman 55' 71' ( Hinoke 87') RESERVEBANK: Van Herk, Geneste, Mac-Intosch, Van Bost, Cox, Mulder, Niekel, Touré |  |
| Bijz.: Gele kaart voor trainer Lammers in de 44e minuut.             |           |           |         | | |  |

Speelronde 19:
| vrijdag 13 december 2024, 20:00                                           | FC Eindhoven | 1-3 (1-1) | VVV-Venlo                                      | Opstelling FC Eindhoven | Opstelling VVV-Venlo |  |
| Stadion: Jan Louwers Stadion, Eindhoven Toeschouwers: 2.314 Arbiter: Puts | Rottier 31'  |           | 12' Wehmeyer 88' Simon Janssen 90+3' Verheijen | Brondeel, Persyn, Limouri 21', Seedorf 86', Vandendaele 83' ( Van Aarle), Dorenbosch, Van Schuppen, El Bouchataoui, Blummel 90' ( Kwaaitaal), Rottier 78' ( Deenen), Sleegers RESERVEBANK: Borgmans, Manders, Douglas, Van Eijndhoven, Muller, Swerts, Verheij | Van Crooij, Mokono 18' 42' ( Van Zutphen), Blancquart, R. Janssen , Simon Janssen, Sierra, Braem, Matoug 79' ( Pöpperl), Berden, De Waal 71' ( Doumtsios), Wehmeyer 79' ( Verheijen) RESERVEBANK: De Boer, Taylan, El Anbri, Gyamfi, Doesburg, Roemer |  |
| Stadion: Jan Louwers Stadion, Eindhoven Toeschouwers: 2.314 Arbiter: Puts |              |           |                                                | Brondeel, Persyn, Limouri 21', Seedorf 86', Vandendaele 83' ( Van Aarle), Dorenbosch, Van Schuppen, El Bouchataoui, Blummel 90' ( Kwaaitaal), Rottier 78' ( Deenen), Sleegers RESERVEBANK: Borgmans, Manders, Douglas, Van Eijndhoven, Muller, Swerts, Verheij | Van Crooij, Mokono 18' 42' ( Van Zutphen), Blancquart, R. Janssen , Simon Janssen, Sierra, Braem, Matoug 79' ( Pöpperl), Berden, De Waal 71' ( Doumtsios), Wehmeyer 79' ( Verheijen) RESERVEBANK: De Boer, Taylan, El Anbri, Gyamfi, Doesburg, Roemer |  |
| Stadion: Jan Louwers Stadion, Eindhoven Toeschouwers: 2.314 Arbiter: Puts |              |           |                                                | Brondeel, Persyn, Limouri 21', Seedorf 86', Vandendaele 83' ( Van Aarle), Dorenbosch, Van Schuppen, El Bouchataoui, Blummel 90' ( Kwaaitaal), Rottier 78' ( Deenen), Sleegers RESERVEBANK: Borgmans, Manders, Douglas, Van Eijndhoven, Muller, Swerts, Verheij | Van Crooij, Mokono 18' 42' ( Van Zutphen), Blancquart, R. Janssen , Simon Janssen, Sierra, Braem, Matoug 79' ( Pöpperl), Berden, De Waal 71' ( Doumtsios), Wehmeyer 79' ( Verheijen) RESERVEBANK: De Boer, Taylan, El Anbri, Gyamfi, Doesburg, Roemer |  |
|                                                                           |              |           |                                                | | |  |

Speelronde 20:
| zaterdag 21 december 2024, 16:30 | VVV-Venlo    | 1-1 (0-0) | Excelsior   | Opstelling VVV-Venlo | Opstelling Excelsior |  |
| Stadion: Stadion De Koel, Venlo Toeschouwers: 5.591 Arbiter: Nagtegaal | Wehmeyer 90' |           | 53' Hartjes | Van Crooij, Mokono, Blancquart, R. Janssen 45' 52' ( El Anbri), Janssen, Braem 80' ( Pöpperl 89'), Sierra, Matoug 80' ( Doesburg), Berden 80' ( Verheijen), De Waal 71' ( Doumtsios), Wehmeyer RESERVEBANK: De Boer, Taylan, Van Zutphen, Gyamfi, Roemer | Raatsie, Bronkhorst 66' ( Eijgenraam), Widell, Warmerdam, De Moes 81' 84' ( Seymor), Hatenboer 77' ( Van Duinen), Hartjes, Naujoks, Sanches Fernandes, Duijvestijn 90+4', Fini 65' ( Booth) RESERVEBANK: Holla, Loeffen, Rosario, Donkor, Bergraaf |  |
| Stadion: Stadion De Koel, Venlo Toeschouwers: 5.591 Arbiter: Nagtegaal |              |           |             | Van Crooij, Mokono, Blancquart, R. Janssen 45' 52' ( El Anbri), Janssen, Braem 80' ( Pöpperl 89'), Sierra, Matoug 80' ( Doesburg), Berden 80' ( Verheijen), De Waal 71' ( Doumtsios), Wehmeyer RESERVEBANK: De Boer, Taylan, Van Zutphen, Gyamfi, Roemer | Raatsie, Bronkhorst 66' ( Eijgenraam), Widell, Warmerdam, De Moes 81' 84' ( Seymor), Hatenboer 77' ( Van Duinen), Hartjes, Naujoks, Sanches Fernandes, Duijvestijn 90+4', Fini 65' ( Booth) RESERVEBANK: Holla, Loeffen, Rosario, Donkor, Bergraaf |  |
| Stadion: Stadion De Koel, Venlo Toeschouwers: 5.591 Arbiter: Nagtegaal |              |           |             | Van Crooij, Mokono, Blancquart, R. Janssen 45' 52' ( El Anbri), Janssen, Braem 80' ( Pöpperl 89'), Sierra, Matoug 80' ( Doesburg), Berden 80' ( Verheijen), De Waal 71' ( Doumtsios), Wehmeyer RESERVEBANK: De Boer, Taylan, Van Zutphen, Gyamfi, Roemer | Raatsie, Bronkhorst 66' ( Eijgenraam), Widell, Warmerdam, De Moes 81' 84' ( Seymor), Hatenboer 77' ( Van Duinen), Hartjes, Naujoks, Sanches Fernandes, Duijvestijn 90+4', Fini 65' ( Booth) RESERVEBANK: Holla, Loeffen, Rosario, Donkor, Bergraaf |  |
| Bijz.: Laatste competitiewedstrijd voor de winterstop. Rode kaart (2x geel) voor Sjoerd den Dekker (hoofd medische performance) en Ronald Graafland (keeperstrainer, beiden Excelsior) in de 95e minuut. |              |           |             | | |  |

Speelronde 21:
| zondag 12 januari 2025, 16:45                                                          | Vitesse               | 1-4 (0-2) | VVV-Venlo                                               | Opstelling Vitesse | Opstelling VVV-Venlo |  |
| Stadion: GelreDome, Arnhem Toeschouwers: 15.480 Arbiter: Gerrets                       | A. Büttner 87' (pen.) |           | 10' (pen.) De Waal 13' Matoug 57' Mokono 75' Blancquart | Bramel, Musampa 86' ( Kreekels), Van Zwam, Egbring, A. Büttner , De Regt, Cornelisse, Yegoian, Tsingaras 25' 46' ( Koller), Hoogewerf 46' ( Van Duivenbooden), Macheras RESERVEBANK: Van Sas, Van der Heijden, Bakker, Postma, Van der Plaat, Tielemans, Zarrouk, Huisman, Gudelj | Van Crooij, Mokono, El Anbri 71' ( Ketting), Blancquart, Gyamfi 72', Sierra , Braem, Matoug 79' ( Van Zutphen), Berden 71' ( Darri), De Waal 71' ( Doumtsios), Wehmeyer 65' ( Verheijen) RESERVEBANK: De Boer, Taylan, Joosten, Dailoski, Doesburg, Kessels |  |
| Stadion: GelreDome, Arnhem Toeschouwers: 15.480 Arbiter: Gerrets                       |                       |           |                                                         | Bramel, Musampa 86' ( Kreekels), Van Zwam, Egbring, A. Büttner , De Regt, Cornelisse, Yegoian, Tsingaras 25' 46' ( Koller), Hoogewerf 46' ( Van Duivenbooden), Macheras RESERVEBANK: Van Sas, Van der Heijden, Bakker, Postma, Van der Plaat, Tielemans, Zarrouk, Huisman, Gudelj | Van Crooij, Mokono, El Anbri 71' ( Ketting), Blancquart, Gyamfi 72', Sierra , Braem, Matoug 79' ( Van Zutphen), Berden 71' ( Darri), De Waal 71' ( Doumtsios), Wehmeyer 65' ( Verheijen) RESERVEBANK: De Boer, Taylan, Joosten, Dailoski, Doesburg, Kessels |  |
| Stadion: GelreDome, Arnhem Toeschouwers: 15.480 Arbiter: Gerrets                       |                       |           |                                                         | Bramel, Musampa 86' ( Kreekels), Van Zwam, Egbring, A. Büttner , De Regt, Cornelisse, Yegoian, Tsingaras 25' 46' ( Koller), Hoogewerf 46' ( Van Duivenbooden), Macheras RESERVEBANK: Van Sas, Van der Heijden, Bakker, Postma, Van der Plaat, Tielemans, Zarrouk, Huisman, Gudelj | Van Crooij, Mokono, El Anbri 71' ( Ketting), Blancquart, Gyamfi 72', Sierra , Braem, Matoug 79' ( Van Zutphen), Berden 71' ( Darri), De Waal 71' ( Doumtsios), Wehmeyer 65' ( Verheijen) RESERVEBANK: De Boer, Taylan, Joosten, Dailoski, Doesburg, Kessels |  |
| Bijz.: Eerste competitiewedstrijd na de winterstop. Competitiedebuut Darri namens VVV. |                       |           |                                                         | | |  |

Speelronde 22:
| vrijdag 17 januari 2025, 20:00                                         | VVV-Venlo  | 1-0 (0-0) | Telstar | Opstelling VVV-Venlo | Opstelling Telstar |  |
| Stadion: Stadion De Koel, Venlo Toeschouwers: 4.077 Arbiter: Vereijken | Sierra 78' |           |         | Van Crooij, Mokono, Ketting 80' ( Van Zutphen), Blancquart, Gyamfi, El Anbri, Braem 83', Sierra, Berden, De Waal 79' ( Doumtsios), Verheijen 79' ( Darri 90+2') RESERVEBANK: De Boer, Taylan, Joosten, Dailoski, Kessels, Sow | Koeman, Apau , Koswal 72', Bakker, Hardeveld, Owusu 81' ( Noslin), Rossen 81' ( Kharchouch), Offerhaus, El Kachati 52' 70' ( Hetli), Eddahchouri, Hamdaoui 70' ( Kaandorp) RESERVEBANK: Houweling, Bodak, Lechkar, Benzzine, Turfkruier, Van Ekeris, Hagedoorn |  |
| Stadion: Stadion De Koel, Venlo Toeschouwers: 4.077 Arbiter: Vereijken |            |           |         | Van Crooij, Mokono, Ketting 80' ( Van Zutphen), Blancquart, Gyamfi, El Anbri, Braem 83', Sierra, Berden, De Waal 79' ( Doumtsios), Verheijen 79' ( Darri 90+2') RESERVEBANK: De Boer, Taylan, Joosten, Dailoski, Kessels, Sow | Koeman, Apau , Koswal 72', Bakker, Hardeveld, Owusu 81' ( Noslin), Rossen 81' ( Kharchouch), Offerhaus, El Kachati 52' 70' ( Hetli), Eddahchouri, Hamdaoui 70' ( Kaandorp) RESERVEBANK: Houweling, Bodak, Lechkar, Benzzine, Turfkruier, Van Ekeris, Hagedoorn |  |
| Stadion: Stadion De Koel, Venlo Toeschouwers: 4.077 Arbiter: Vereijken |            |           |         | Van Crooij, Mokono, Ketting 80' ( Van Zutphen), Blancquart, Gyamfi, El Anbri, Braem 83', Sierra, Berden, De Waal 79' ( Doumtsios), Verheijen 79' ( Darri 90+2') RESERVEBANK: De Boer, Taylan, Joosten, Dailoski, Kessels, Sow | Koeman, Apau , Koswal 72', Bakker, Hardeveld, Owusu 81' ( Noslin), Rossen 81' ( Kharchouch), Offerhaus, El Kachati 52' 70' ( Hetli), Eddahchouri, Hamdaoui 70' ( Kaandorp) RESERVEBANK: Houweling, Bodak, Lechkar, Benzzine, Turfkruier, Van Ekeris, Hagedoorn |  |
|                                                                        |            |           |         | | |  |

Speelronde 23:
| maandag 27 januari 2025, 20:00                                               | Jong PSV   | 1-2 (0-1) | VVV-Venlo             | Opstelling Jong PSV | Opstelling VVV-Venlo |  |
| Stadion: PSV Campus De Herdgang, Eindhoven Toeschouwers: 600 Arbiter: Timmer | Thomas 79' |           | 12' De Waal 63' Braem | Schiks, Younis, Dağaşan, Van de Blaak, Van den Heuvel, Bajraktarević 61' ( Ndala), Gilbert, Bawuah, Simons 74' ( Thomas), Uneken , Bars 68' RESERVEBANK: Smolenaars, Steur, Manuhutu, Khaderi | Van Crooij, Mokono, Ketting , Blancquart, Gyamfi 86', El Anbri 83' ( Mephtah), Braem, Sierra, Berden 46' ( Darri), De Waal 19' ( Doumtsios), Verheijen 90+3' ( Sow) RESERVEBANK: De Boer, Taylan, Joosten, Dailoski, Van der Sterren |  |
| Stadion: PSV Campus De Herdgang, Eindhoven Toeschouwers: 600 Arbiter: Timmer |            |           |                       | Schiks, Younis, Dağaşan, Van de Blaak, Van den Heuvel, Bajraktarević 61' ( Ndala), Gilbert, Bawuah, Simons 74' ( Thomas), Uneken , Bars 68' RESERVEBANK: Smolenaars, Steur, Manuhutu, Khaderi | Van Crooij, Mokono, Ketting , Blancquart, Gyamfi 86', El Anbri 83' ( Mephtah), Braem, Sierra, Berden 46' ( Darri), De Waal 19' ( Doumtsios), Verheijen 90+3' ( Sow) RESERVEBANK: De Boer, Taylan, Joosten, Dailoski, Van der Sterren |  |
| Stadion: PSV Campus De Herdgang, Eindhoven Toeschouwers: 600 Arbiter: Timmer |            |           |                       | Schiks, Younis, Dağaşan, Van de Blaak, Van den Heuvel, Bajraktarević 61' ( Ndala), Gilbert, Bawuah, Simons 74' ( Thomas), Uneken , Bars 68' RESERVEBANK: Smolenaars, Steur, Manuhutu, Khaderi | Van Crooij, Mokono, Ketting , Blancquart, Gyamfi 86', El Anbri 83' ( Mephtah), Braem, Sierra, Berden 46' ( Darri), De Waal 19' ( Doumtsios), Verheijen 90+3' ( Sow) RESERVEBANK: De Boer, Taylan, Joosten, Dailoski, Van der Sterren |  |
| Bijz.: Competitiedebuut Mephtah en Sow namens VVV.                           |            |           |                       | | |  |

Speelronde 24:
| maandag 3 februari 2025, 20:00                                               | Jong AZ                               | 3-0 (1-0) | VVV-Venlo | Opstelling Jong AZ | Opstelling VVV-Venlo |  |
| Stadion: AFAS Trainingscomplex, Wijdewormer Toeschouwers: 411 Arbiter: Sturm | Kalisvaart 15' Smits 73' Schouten 77' |           |           | Deen, Kasius 46' ( Engel), Berkhout , Schouten, Dijkstra, Kalisvaart, Buurmeester 63' ( Oerip), Boogaard, Gerold 78' ( Esajas), Van Duijn 46' ( Smits), Bouziane 63' ( Toppenberg) RESERVEBANK: Kuijsten, Menu, Van Duijl, Van Aken, Lenssen, Robbemond, Ait Ali Oulhaj | Van Crooij, Mokono, Ketting , Blancquart, Gyamfi, Sierra, Darri 54' ( Simon Janssen), Braem, Berden 74' ( Wehmeyer), Kromah 85' ( Van Zijl), Verheijen 85' ( Sow) RESERVEBANK: De Boer, Taylan, Dailoski, Joosten, Van Berkel, Mephtah |  |
| Stadion: AFAS Trainingscomplex, Wijdewormer Toeschouwers: 411 Arbiter: Sturm |                                       |           |           | Deen, Kasius 46' ( Engel), Berkhout , Schouten, Dijkstra, Kalisvaart, Buurmeester 63' ( Oerip), Boogaard, Gerold 78' ( Esajas), Van Duijn 46' ( Smits), Bouziane 63' ( Toppenberg) RESERVEBANK: Kuijsten, Menu, Van Duijl, Van Aken, Lenssen, Robbemond, Ait Ali Oulhaj | Van Crooij, Mokono, Ketting , Blancquart, Gyamfi, Sierra, Darri 54' ( Simon Janssen), Braem, Berden 74' ( Wehmeyer), Kromah 85' ( Van Zijl), Verheijen 85' ( Sow) RESERVEBANK: De Boer, Taylan, Dailoski, Joosten, Van Berkel, Mephtah |  |
| Stadion: AFAS Trainingscomplex, Wijdewormer Toeschouwers: 411 Arbiter: Sturm |                                       |           |           | Deen, Kasius 46' ( Engel), Berkhout , Schouten, Dijkstra, Kalisvaart, Buurmeester 63' ( Oerip), Boogaard, Gerold 78' ( Esajas), Van Duijn 46' ( Smits), Bouziane 63' ( Toppenberg) RESERVEBANK: Kuijsten, Menu, Van Duijl, Van Aken, Lenssen, Robbemond, Ait Ali Oulhaj | Van Crooij, Mokono, Ketting , Blancquart, Gyamfi, Sierra, Darri 54' ( Simon Janssen), Braem, Berden 74' ( Wehmeyer), Kromah 85' ( Van Zijl), Verheijen 85' ( Sow) RESERVEBANK: De Boer, Taylan, Dailoski, Joosten, Van Berkel, Mephtah |  |
| Bijz.: Competitiedebuut Kromah en Van Zijl namens VVV.                       |                                       |           |           | | |  |

Speelronde 25:
| zondag 9 februari 2025, 12:15                                             | VVV-Venlo | 0-0 (0-0) | MVV | Opstelling VVV-Venlo | Opstelling MVV |  |
| Stadion: Stadion De Koel, Venlo Toeschouwers: 5.278 Arbiter: Van de Graaf |           |           |     | Van Crooij, Mokono, Ketting 19', Blancquart 16', Gyamfi, Simon Janssen 87' ( Seymor), Sierra 88' ( Van Zijl), Braem 69' ( Foor), Kromah, Zandbergen 40' ( Wehmeyer), Verheijen 69' ( Darri) RESERVEBANK: Taylan, Vallen, Joosten, Van Berkel, Dailoski | Matthys, Zeegers 10', Aktaş , Coomans, Schenk, Klaasen, Smeets 53', El Basri 77' ( Kleinen), Mmaee, Braken 77' ( Esajas), Silva Timas RESERVEBANK: Lambrix, Roland, Francis, Hofland, Tehubyuluw, Librici, Penders, Slegers, Buifrahi, Kassimi |  |
| Stadion: Stadion De Koel, Venlo Toeschouwers: 5.278 Arbiter: Van de Graaf |           |           |     | Van Crooij, Mokono, Ketting 19', Blancquart 16', Gyamfi, Simon Janssen 87' ( Seymor), Sierra 88' ( Van Zijl), Braem 69' ( Foor), Kromah, Zandbergen 40' ( Wehmeyer), Verheijen 69' ( Darri) RESERVEBANK: Taylan, Vallen, Joosten, Van Berkel, Dailoski | Matthys, Zeegers 10', Aktaş , Coomans, Schenk, Klaasen, Smeets 53', El Basri 77' ( Kleinen), Mmaee, Braken 77' ( Esajas), Silva Timas RESERVEBANK: Lambrix, Roland, Francis, Hofland, Tehubyuluw, Librici, Penders, Slegers, Buifrahi, Kassimi |  |
| Stadion: Stadion De Koel, Venlo Toeschouwers: 5.278 Arbiter: Van de Graaf |           |           |     | Van Crooij, Mokono, Ketting 19', Blancquart 16', Gyamfi, Simon Janssen 87' ( Seymor), Sierra 88' ( Van Zijl), Braem 69' ( Foor), Kromah, Zandbergen 40' ( Wehmeyer), Verheijen 69' ( Darri) RESERVEBANK: Taylan, Vallen, Joosten, Van Berkel, Dailoski | Matthys, Zeegers 10', Aktaş , Coomans, Schenk, Klaasen, Smeets 53', El Basri 77' ( Kleinen), Mmaee, Braken 77' ( Esajas), Silva Timas RESERVEBANK: Lambrix, Roland, Francis, Hofland, Tehubyuluw, Librici, Penders, Slegers, Buifrahi, Kassimi |  |
| Bijz.: Competitiedebuut Zandbergen, Foor en Seymor namens VVV.            |           |           |     | | |  |

Speelronde 26:
| maandag 17 februari 2025, 20:00                               | Jong FC Utrecht |  | VVV-Venlo | Opstelling Jong FC Utrecht | Opstelling VVV-Venlo |
| Stadion: Sportcomplex Zoudenbalch, Utrecht Arbiter: Vereijken |                 |  |           |                            |                      |
|                                                               |                 |  |           |                            |                      |
|                                                               |                 |  |           |                            |                      |
| Bijz.: Afgelast vanwege onbespeelbaar veld.                   |                 |  |           |                            |                      |

Speelronde 27:
| zaterdag 22 februari 2025, 16:30                                                           | VVV-Venlo    | 1-3 (0-0) | FC Volendam                           | Opstelling VVV-Venlo | Opstelling FC Volendam |  |
| Stadion: Stadion De Koel, Venlo Toeschouwers: 5.312 Arbiter: Blank                         | Van Zijl 77' |           | 80' Mbuyamba 85' De Haan 90+5' Mühren | Van Crooij 73' ( Taylan), Mokono, Ketting , Blancquart 60', Gyamfi 74', 90+3', Seymor 46' ( Foor 78'), Braem 41' 64' ( Van Zijl), Simon Janssen, Wehmeyer 83' ( Joosten), Kromah, Verheijen 46' ( Darri) RESERVEBANK: Vallen, Dailoski, Jenniskens, Kessels | Van Oevelen, Payne, Mbuyamba, Amevor, Leliendal 29', Anita 36' ( Bukala, Mühren, Jacobs 58' ( De Haan), Ould-Chikh, Veerman 89' ( Esajas), Kuwas RESERVEBANK: Lauwers, Ngom, Steur, Curiel, Blondeau, Oehlers, Zijlstra |  |
| Stadion: Stadion De Koel, Venlo Toeschouwers: 5.312 Arbiter: Blank                         |              |           |                                       | Van Crooij 73' ( Taylan), Mokono, Ketting , Blancquart 60', Gyamfi 74', 90+3', Seymor 46' ( Foor 78'), Braem 41' 64' ( Van Zijl), Simon Janssen, Wehmeyer 83' ( Joosten), Kromah, Verheijen 46' ( Darri) RESERVEBANK: Vallen, Dailoski, Jenniskens, Kessels | Van Oevelen, Payne, Mbuyamba, Amevor, Leliendal 29', Anita 36' ( Bukala, Mühren, Jacobs 58' ( De Haan), Ould-Chikh, Veerman 89' ( Esajas), Kuwas RESERVEBANK: Lauwers, Ngom, Steur, Curiel, Blondeau, Oehlers, Zijlstra |  |
| Stadion: Stadion De Koel, Venlo Toeschouwers: 5.312 Arbiter: Blank                         |              |           |                                       | Van Crooij 73' ( Taylan), Mokono, Ketting , Blancquart 60', Gyamfi 74', 90+3', Seymor 46' ( Foor 78'), Braem 41' 64' ( Van Zijl), Simon Janssen, Wehmeyer 83' ( Joosten), Kromah, Verheijen 46' ( Darri) RESERVEBANK: Vallen, Dailoski, Jenniskens, Kessels | Van Oevelen, Payne, Mbuyamba, Amevor, Leliendal 29', Anita 36' ( Bukala, Mühren, Jacobs 58' ( De Haan), Ould-Chikh, Veerman 89' ( Esajas), Kuwas RESERVEBANK: Lauwers, Ngom, Steur, Curiel, Blondeau, Oehlers, Zijlstra |  |
| Bijz.: 100e officiële wedstrijd Van Crooij namens VVV. Competitiedebuut Taylan namens VVV. |              |           |                                       | | |  |

Speelronde 28:
| vrijdag 28 februari 2025, 20:00 | SC Cambuur                                            | 5-0 (2-0) | VVV-Venlo | Opstelling SC Cambuur | Opstelling VVV-Venlo |  |
| Stadion: Kooi Stadion, Leeuwarden Toeschouwers: 11.733 Arbiter: Clerkx | Diemers 19' Balk 39' Nieling 67' Afolabi 81' Balk 87' |           |           | Jansen, Mercera, Van Mullem 84' ( Casas), Nieling, Poll 66' ( Galvez), Souren 75' ( Rölke), Nartey, Diemers , Balk, Hilterman 60' ( Afolabi), Pauwels 84' ( Alhaft) RESERVEBANK: Reiziger, Minnema, Ottesen, Smand, Kieftenbeld, De Jong, De Leeuw | Doornbusch, Mokono, Ketting , Joosten 78' ( Jenniskens), Simon Janssen, Seymor, Darri 65' ( Sven Janssen), Foor 78' ( Mephtah), Wehmeyer 60' 65' ( Van Zijl), Kromah, Verheijen 23' ( Kessels) RESERVEBANK: Taylan, Vallen, Dailoski, Van der Sterren, Deighton, Jafarov |  |
| Stadion: Kooi Stadion, Leeuwarden Toeschouwers: 11.733 Arbiter: Clerkx |                                                       |           |           | Jansen, Mercera, Van Mullem 84' ( Casas), Nieling, Poll 66' ( Galvez), Souren 75' ( Rölke), Nartey, Diemers , Balk, Hilterman 60' ( Afolabi), Pauwels 84' ( Alhaft) RESERVEBANK: Reiziger, Minnema, Ottesen, Smand, Kieftenbeld, De Jong, De Leeuw | Doornbusch, Mokono, Ketting , Joosten 78' ( Jenniskens), Simon Janssen, Seymor, Darri 65' ( Sven Janssen), Foor 78' ( Mephtah), Wehmeyer 60' 65' ( Van Zijl), Kromah, Verheijen 23' ( Kessels) RESERVEBANK: Taylan, Vallen, Dailoski, Van der Sterren, Deighton, Jafarov |  |
| Stadion: Kooi Stadion, Leeuwarden Toeschouwers: 11.733 Arbiter: Clerkx |                                                       |           |           | Jansen, Mercera, Van Mullem 84' ( Casas), Nieling, Poll 66' ( Galvez), Souren 75' ( Rölke), Nartey, Diemers , Balk, Hilterman 60' ( Afolabi), Pauwels 84' ( Alhaft) RESERVEBANK: Reiziger, Minnema, Ottesen, Smand, Kieftenbeld, De Jong, De Leeuw | Doornbusch, Mokono, Ketting , Joosten 78' ( Jenniskens), Simon Janssen, Seymor, Darri 65' ( Sven Janssen), Foor 78' ( Mephtah), Wehmeyer 60' 65' ( Van Zijl), Kromah, Verheijen 23' ( Kessels) RESERVEBANK: Taylan, Vallen, Dailoski, Van der Sterren, Deighton, Jafarov |  |
| Bijz.: Gyamfi automatisch geschorst vanwege rode kaart in de competitiewedstrijd VVV – FC Volendam. Blancquart automatisch geschorst vanwege 5e gele kaart. Competitiedebuut Doornbusch, Kessels, Sven Janssen en Jenniskens namens VVV. |                                                       |           |           | | |  |

Speelronde 29:
| vrijdag 7 maart 2025, 20:00                                         | VVV-Venlo  | 1-0 (0-0) | Jong Ajax | Opstelling VVV-Venlo | Opstelling Jong Ajax |  |
| Stadion: Stadion De Koel, Venlo Toeschouwers: 6.107 Arbiter: Teuben | Matoug 70' |           |           | Doornbusch, Mokono 67', Ketting , Blancquart 22', Gyamfi, Seymor, Foor, Simon Janssen, Wehmeyer 90+3' ( Kessels), Kromah 85' ( Van Zijl), Darri 62' ( Matoug) RESERVEBANK: Taylan, Vallen, Dailoski, Joosten, Jafarov | Reverson, Jermoumi 68' ( Wolff), Verschuren , Johnson, Jetten 25', Verkuijl 86' ( Butera), Rijkhoff, Steur, Speksnijder 68' ( Chahid 70'), Vink 76' ( Kalokoh), Bounida 68' ( Brandes) RESERVEBANK: El Hani, Beekman |  |
| Stadion: Stadion De Koel, Venlo Toeschouwers: 6.107 Arbiter: Teuben |            |           |           | Doornbusch, Mokono 67', Ketting , Blancquart 22', Gyamfi, Seymor, Foor, Simon Janssen, Wehmeyer 90+3' ( Kessels), Kromah 85' ( Van Zijl), Darri 62' ( Matoug) RESERVEBANK: Taylan, Vallen, Dailoski, Joosten, Jafarov | Reverson, Jermoumi 68' ( Wolff), Verschuren , Johnson, Jetten 25', Verkuijl 86' ( Butera), Rijkhoff, Steur, Speksnijder 68' ( Chahid 70'), Vink 76' ( Kalokoh), Bounida 68' ( Brandes) RESERVEBANK: El Hani, Beekman |  |
| Stadion: Stadion De Koel, Venlo Toeschouwers: 6.107 Arbiter: Teuben |            |           |           | Doornbusch, Mokono 67', Ketting , Blancquart 22', Gyamfi, Seymor, Foor, Simon Janssen, Wehmeyer 90+3' ( Kessels), Kromah 85' ( Van Zijl), Darri 62' ( Matoug) RESERVEBANK: Taylan, Vallen, Dailoski, Joosten, Jafarov | Reverson, Jermoumi 68' ( Wolff), Verschuren , Johnson, Jetten 25', Verkuijl 86' ( Butera), Rijkhoff, Steur, Speksnijder 68' ( Chahid 70'), Vink 76' ( Kalokoh), Bounida 68' ( Brandes) RESERVEBANK: El Hani, Beekman |  |
| Bijz.: 100e officiële wedstrijd Ketting namens VVV.                 |            |           |           | | |  |

Speelronde 30:
| vrijdag 14 maart 2025, 20:00                                              | FC Dordrecht                                             | 4-0 (2-0) | VVV-Venlo | Opstelling FC Dordrecht | Opstelling VVV-Venlo |  |
| Stadion: M-Scores Stadion, Dordrecht Toeschouwers: 3.420 Arbiter: Gerrets | Schuurman 28' (pen.) Slory 40' Afaker 58' Van Vianen 89' |           |           | Biai, Valk 82' ( Seydoux), Drakpe, Akmum, Hilton, Van Vianen, Schuurman , Parlanti 66' ( Sunderland), Slory 46' ( Afaker), Haen 81' ( Sanne 86'), Van der Sluijs 81' ( Igor) RESERVEBANK: Berger, Van de Giessen, Kotzebue, Tabiri, Olde Keizer, Scholte, Vugts | Doornbusch, Mokono 46', Ketting 70' ( Joosten), Blancquart, Gyamfi 60' ( De Waal), Seymor, Foor 70' ( Van Zijl), Simon Janssen, Kromah 81' ( Kessels), Darri 60' ( Matoug), Wehmeyer 60' RESERVEBANK: Taylan, Vallen, Dailoski |  |
| Stadion: M-Scores Stadion, Dordrecht Toeschouwers: 3.420 Arbiter: Gerrets |                                                          |           |           | Biai, Valk 82' ( Seydoux), Drakpe, Akmum, Hilton, Van Vianen, Schuurman , Parlanti 66' ( Sunderland), Slory 46' ( Afaker), Haen 81' ( Sanne 86'), Van der Sluijs 81' ( Igor) RESERVEBANK: Berger, Van de Giessen, Kotzebue, Tabiri, Olde Keizer, Scholte, Vugts | Doornbusch, Mokono 46', Ketting 70' ( Joosten), Blancquart, Gyamfi 60' ( De Waal), Seymor, Foor 70' ( Van Zijl), Simon Janssen, Kromah 81' ( Kessels), Darri 60' ( Matoug), Wehmeyer 60' RESERVEBANK: Taylan, Vallen, Dailoski |  |
| Stadion: M-Scores Stadion, Dordrecht Toeschouwers: 3.420 Arbiter: Gerrets |                                                          |           |           | Biai, Valk 82' ( Seydoux), Drakpe, Akmum, Hilton, Van Vianen, Schuurman , Parlanti 66' ( Sunderland), Slory 46' ( Afaker), Haen 81' ( Sanne 86'), Van der Sluijs 81' ( Igor) RESERVEBANK: Berger, Van de Giessen, Kotzebue, Tabiri, Olde Keizer, Scholte, Vugts | Doornbusch, Mokono 46', Ketting 70' ( Joosten), Blancquart, Gyamfi 60' ( De Waal), Seymor, Foor 70' ( Van Zijl), Simon Janssen, Kromah 81' ( Kessels), Darri 60' ( Matoug), Wehmeyer 60' RESERVEBANK: Taylan, Vallen, Dailoski |  |
| Bijz.: Gele kaart voor trainer Lammers in de 47e minuut.                  |                                                          |           |           | | |  |

Speelronde 31:
| zaterdag 22 maart 2025, 21:00                                                                            | VVV-Venlo                | 2-2 (2-1) | FC Eindhoven            | Opstelling VVV-Venlo | Opstelling FC Eindhoven |  |
| Stadion: Stadion De Koel, Venlo Toeschouwers: 4.914 Arbiter: Ruperti                                     | Blancquart 7' Kromah 44' |           | 21' Limouri 84' Seedorf | Doornbusch, Mokono 62' ( Van Zutphen), Ketting 90+4', Blancquart, Gyamfi 55' 83' ( Saddiki), Seymor, Sierra 61' ( Simon Janssen), Foor, Kromah, Van Zijl 46' ( De Waal), Wehmeyer 61' ( Matoug) RESERVEBANK: Taylan, Vallen, Darri, Verheijen, Joosten | Brondeel, Persyn 90+4', Seedorf , Limouri, T. Simons 73' ( Peijnenburg), Dorenbosch, Van Schuppen, Huisman, Blummel 59' ( S. Simons), Konings 87' ( Smulders), Sleegers 73' ( Kwaaitaal) RESERVEBANK: Borgmans, Manders, Swerts, Van Eijndhoven, Verheij, Muller |  |
| Stadion: Stadion De Koel, Venlo Toeschouwers: 4.914 Arbiter: Ruperti                                     |                          |           |                         | Doornbusch, Mokono 62' ( Van Zutphen), Ketting 90+4', Blancquart, Gyamfi 55' 83' ( Saddiki), Seymor, Sierra 61' ( Simon Janssen), Foor, Kromah, Van Zijl 46' ( De Waal), Wehmeyer 61' ( Matoug) RESERVEBANK: Taylan, Vallen, Darri, Verheijen, Joosten | Brondeel, Persyn 90+4', Seedorf , Limouri, T. Simons 73' ( Peijnenburg), Dorenbosch, Van Schuppen, Huisman, Blummel 59' ( S. Simons), Konings 87' ( Smulders), Sleegers 73' ( Kwaaitaal) RESERVEBANK: Borgmans, Manders, Swerts, Van Eijndhoven, Verheij, Muller |  |
| Stadion: Stadion De Koel, Venlo Toeschouwers: 4.914 Arbiter: Ruperti                                     |                          |           |                         | Doornbusch, Mokono 62' ( Van Zutphen), Ketting 90+4', Blancquart, Gyamfi 55' 83' ( Saddiki), Seymor, Sierra 61' ( Simon Janssen), Foor, Kromah, Van Zijl 46' ( De Waal), Wehmeyer 61' ( Matoug) RESERVEBANK: Taylan, Vallen, Darri, Verheijen, Joosten | Brondeel, Persyn 90+4', Seedorf , Limouri, T. Simons 73' ( Peijnenburg), Dorenbosch, Van Schuppen, Huisman, Blummel 59' ( S. Simons), Konings 87' ( Smulders), Sleegers 73' ( Kwaaitaal) RESERVEBANK: Borgmans, Manders, Swerts, Van Eijndhoven, Verheij, Muller |  |
| Bijz.: Trainer Lammers automatisch geschorst vanwege 4e gele kaart. Competitiedebuut Saddiki namens VVV. |                          |           |                         | | |  |

Speelronde 32:
| zaterdag 29 maart 2025, 16:30 | Roda JC     | 1-4 (0-2) | VVV-Venlo                                             | Opstelling Roda JC | Opstelling VVV-Venlo |  |
| Stadion: Parkstad Limburg Stadion, Kerkrade Toeschouwers: 10.345 Arbiter: Vos | Bangura 67' |           | 3' Simon Janssen 45+1' Matoug 71' Foor 90' Blancquart | El Maach 90', Kruiver, Veendorp 58' ( Bangura), Koglin 69', Köther, Spieringhs 46' ( Schwirten), Breij 36', Džepar 48', Baeten, Çukur, Vancsa 58' ( Razak) RESERVEBANK: Treichel, Steins, Markelo, Timmermans, Leijten, Sejdiu | Doornbusch, Mokono 79' ( Van Zutphen), Ketting , Blancquart, Simon Janssen, Seymor, Sierra 71' ( Saddiki), Foor 64', Kromah 71' ( Verheijen), Van Zijl 62' ( Zandbergen), Matoug 62' ( Wehmeyer) RESERVEBANK: Taylan, Vallen, Joosten, Kluskens, De Waal, Darri, Kessels |  |
| Stadion: Parkstad Limburg Stadion, Kerkrade Toeschouwers: 10.345 Arbiter: Vos |             |           |                                                       | El Maach 90', Kruiver, Veendorp 58' ( Bangura), Koglin 69', Köther, Spieringhs 46' ( Schwirten), Breij 36', Džepar 48', Baeten, Çukur, Vancsa 58' ( Razak) RESERVEBANK: Treichel, Steins, Markelo, Timmermans, Leijten, Sejdiu | Doornbusch, Mokono 79' ( Van Zutphen), Ketting , Blancquart, Simon Janssen, Seymor, Sierra 71' ( Saddiki), Foor 64', Kromah 71' ( Verheijen), Van Zijl 62' ( Zandbergen), Matoug 62' ( Wehmeyer) RESERVEBANK: Taylan, Vallen, Joosten, Kluskens, De Waal, Darri, Kessels |  |
| Stadion: Parkstad Limburg Stadion, Kerkrade Toeschouwers: 10.345 Arbiter: Vos |             |           |                                                       | El Maach 90', Kruiver, Veendorp 58' ( Bangura), Koglin 69', Köther, Spieringhs 46' ( Schwirten), Breij 36', Džepar 48', Baeten, Çukur, Vancsa 58' ( Razak) RESERVEBANK: Treichel, Steins, Markelo, Timmermans, Leijten, Sejdiu | Doornbusch, Mokono 79' ( Van Zutphen), Ketting , Blancquart, Simon Janssen, Seymor, Sierra 71' ( Saddiki), Foor 64', Kromah 71' ( Verheijen), Van Zijl 62' ( Zandbergen), Matoug 62' ( Wehmeyer) RESERVEBANK: Taylan, Vallen, Joosten, Kluskens, De Waal, Darri, Kessels |  |
| Bijz.: Gyamfi automatisch geschorst vanwege 5e gele kaart. Wedstrijd twee keer (in de 72e minuut en de 90e minuut) tijdelijk stilgelegd na het gooien van voorwerpen op het speelveld door supporters van Roda JC. |             |           |                                                       | | |  |

Inhaalwedstrijd:
| dinsdag 1 april 2025, 20:00                                                     | Jong FC Utrecht | 0-0 (0-0) | VVV-Venlo | Opstelling Jong FC Utrecht | Opstelling VVV-Venlo |  |
| Stadion: Sportcomplex Zoudenbalch, Utrecht Toeschouwers: 334 Arbiter: Vereijken |                 |           |           | Gadellaa, Ghaddari, Kooy , Kloosterboer, Held, Jenner, Dundas, Yah 87' ( Dris), Akkerman 68' ( Boumenjal), Den Boggende 68' ( Charalampoglou), Edhart 87' ( Menzo) RESERVEBANK: Dithmer, Driezen, Van der Wegen, Viereck, Agougil, Varjund, Van Riel | Doornbusch, Mokono 77' ( Van Zutphen), Ketting , Blancquart, Simon Janssen 79' ( Gyamfi), Seymor, Sierra 62' ( Saddiki), Foor, Wehmeyer 67', Kromah 62' ( Zandbergen), Verheijen 62' ( Matoug) RESERVEBANK: Taylan, Vallen, Kluskens, Darri, Van Zijl, Kessels |  |
| Stadion: Sportcomplex Zoudenbalch, Utrecht Toeschouwers: 334 Arbiter: Vereijken |                 |           |           | Gadellaa, Ghaddari, Kooy , Kloosterboer, Held, Jenner, Dundas, Yah 87' ( Dris), Akkerman 68' ( Boumenjal), Den Boggende 68' ( Charalampoglou), Edhart 87' ( Menzo) RESERVEBANK: Dithmer, Driezen, Van der Wegen, Viereck, Agougil, Varjund, Van Riel | Doornbusch, Mokono 77' ( Van Zutphen), Ketting , Blancquart, Simon Janssen 79' ( Gyamfi), Seymor, Sierra 62' ( Saddiki), Foor, Wehmeyer 67', Kromah 62' ( Zandbergen), Verheijen 62' ( Matoug) RESERVEBANK: Taylan, Vallen, Kluskens, Darri, Van Zijl, Kessels |  |
| Stadion: Sportcomplex Zoudenbalch, Utrecht Toeschouwers: 334 Arbiter: Vereijken |                 |           |           | Gadellaa, Ghaddari, Kooy , Kloosterboer, Held, Jenner, Dundas, Yah 87' ( Dris), Akkerman 68' ( Boumenjal), Den Boggende 68' ( Charalampoglou), Edhart 87' ( Menzo) RESERVEBANK: Dithmer, Driezen, Van der Wegen, Viereck, Agougil, Varjund, Van Riel | Doornbusch, Mokono 77' ( Van Zutphen), Ketting , Blancquart, Simon Janssen 79' ( Gyamfi), Seymor, Sierra 62' ( Saddiki), Foor, Wehmeyer 67', Kromah 62' ( Zandbergen), Verheijen 62' ( Matoug) RESERVEBANK: Taylan, Vallen, Kluskens, Darri, Van Zijl, Kessels |  |
| Bijz.: Oorspronkelijke speeldatum: 17 februari 2025 (Speelronde 26).            |                 |           |           | | |  |

Speelronde 33:
| vrijdag 4 april 2025, 20:00                                           | TOP Oss                  | 2-1 (1-0) | VVV-Venlo            | Opstelling TOP Oss | Opstelling VVV-Venlo |  |
| Stadion: Frans Heesenstadion, Oss Toeschouwers: 2.093 Arbiter: Teuben | Esajas 26' Zimmerman 84' |           | 90+4' (e.d.) Lambrix | Havekotte , Troupée 79' ( Cox), Markx 64' ( Vianello), Lambrix, Kuijpers, Van Rooijen 71' ( Allemeersch), Esajas 71' ( Wildeboer), Hinoke, Slagveer 64' ( Remans), Korte 19', Zimmerman RESERVEBANK: Van Herk, Remie, Reinders, Niekel, Van der Werff, Hernández | Doornbusch, Mokono, Ketting , Blancquart, Gyamfi, Seymor 19' 46' ( Saddiki), Sierra 89' ( Braem), Foor, Kromah 72' ( Van Zijl), Zandbergen, Matoug 19' 71' ( Darri) RESERVEBANK: Taylan, Vallen, Simon Janssen, Joosten, Van Zutphen, Verheijen |  |
| Stadion: Frans Heesenstadion, Oss Toeschouwers: 2.093 Arbiter: Teuben |                          |           |                      | Havekotte , Troupée 79' ( Cox), Markx 64' ( Vianello), Lambrix, Kuijpers, Van Rooijen 71' ( Allemeersch), Esajas 71' ( Wildeboer), Hinoke, Slagveer 64' ( Remans), Korte 19', Zimmerman RESERVEBANK: Van Herk, Remie, Reinders, Niekel, Van der Werff, Hernández | Doornbusch, Mokono, Ketting , Blancquart, Gyamfi, Seymor 19' 46' ( Saddiki), Sierra 89' ( Braem), Foor, Kromah 72' ( Van Zijl), Zandbergen, Matoug 19' 71' ( Darri) RESERVEBANK: Taylan, Vallen, Simon Janssen, Joosten, Van Zutphen, Verheijen |  |
| Stadion: Frans Heesenstadion, Oss Toeschouwers: 2.093 Arbiter: Teuben |                          |           |                      | Havekotte , Troupée 79' ( Cox), Markx 64' ( Vianello), Lambrix, Kuijpers, Van Rooijen 71' ( Allemeersch), Esajas 71' ( Wildeboer), Hinoke, Slagveer 64' ( Remans), Korte 19', Zimmerman RESERVEBANK: Van Herk, Remie, Reinders, Niekel, Van der Werff, Hernández | Doornbusch, Mokono, Ketting , Blancquart, Gyamfi, Seymor 19' 46' ( Saddiki), Sierra 89' ( Braem), Foor, Kromah 72' ( Van Zijl), Zandbergen, Matoug 19' 71' ( Darri) RESERVEBANK: Taylan, Vallen, Simon Janssen, Joosten, Van Zutphen, Verheijen |  |
| Bijz.: Wehmeyer automatisch geschorst vanwege 5e gele kaart.          |                          |           |                      | | |  |

Speelronde 34:
| zondag 13 april 2025, 16:45                                          | VVV-Venlo                                   | 4-1 (1-0) | Helmond Sport | Opstelling VVV-Venlo | Opstelling Helmond Sport |  |
| Stadion: Stadion De Koel, Venlo Toeschouwers: 5.147 Arbiter: Wiersma | Sierra 41' Van Zijl 70' Foor 80' Kromah 90' |           | 90+1' Šits    | Doornbusch, Mokono, Ketting 73', Blancquart, Gyamfi 43' 73' ( Simon Janssen), Seymor, Saddiki 46' ( Braem 78'), Sierra 73' ( Kromah), Matoug 68' ( Wehmeyer), Zandbergen 68' ( Van Zijl), Foor RESERVEBANK: Van Crooij, Taylan, Van Zutphen, De Waal, Darri, Verheijen | Van der Steen, Pachonik, Halhal, Scholz , Absalem 49', Ingason 16' 46' ( Golliard), Šits, Dizdarević 46' ( Doudah), Daneels 81' ( Bisselink), Van den Hurk 74' ( Ogenia), Essakkati 62' ( Van Hove) RESERVEBANK: Hendriks, Aben, Ostrc, Van den Eynden, Zimuangana |  |
| Stadion: Stadion De Koel, Venlo Toeschouwers: 5.147 Arbiter: Wiersma |                                             |           |               | Doornbusch, Mokono, Ketting 73', Blancquart, Gyamfi 43' 73' ( Simon Janssen), Seymor, Saddiki 46' ( Braem 78'), Sierra 73' ( Kromah), Matoug 68' ( Wehmeyer), Zandbergen 68' ( Van Zijl), Foor RESERVEBANK: Van Crooij, Taylan, Van Zutphen, De Waal, Darri, Verheijen | Van der Steen, Pachonik, Halhal, Scholz , Absalem 49', Ingason 16' 46' ( Golliard), Šits, Dizdarević 46' ( Doudah), Daneels 81' ( Bisselink), Van den Hurk 74' ( Ogenia), Essakkati 62' ( Van Hove) RESERVEBANK: Hendriks, Aben, Ostrc, Van den Eynden, Zimuangana |  |
| Stadion: Stadion De Koel, Venlo Toeschouwers: 5.147 Arbiter: Wiersma |                                             |           |               | Doornbusch, Mokono, Ketting 73', Blancquart, Gyamfi 43' 73' ( Simon Janssen), Seymor, Saddiki 46' ( Braem 78'), Sierra 73' ( Kromah), Matoug 68' ( Wehmeyer), Zandbergen 68' ( Van Zijl), Foor RESERVEBANK: Van Crooij, Taylan, Van Zutphen, De Waal, Darri, Verheijen | Van der Steen, Pachonik, Halhal, Scholz , Absalem 49', Ingason 16' 46' ( Golliard), Šits, Dizdarević 46' ( Doudah), Daneels 81' ( Bisselink), Van den Hurk 74' ( Ogenia), Essakkati 62' ( Van Hove) RESERVEBANK: Hendriks, Aben, Ostrc, Van den Eynden, Zimuangana |  |
|                                                                      |                                             |           |               | | |  |

Speelronde 35:
| vrijdag 18 april 2025, 20:00                                             | FC Den Bosch | 0-0 (0-0) | VVV-Venlo | Opstelling FC Den Bosch | Opstelling VVV-Venlo |  |
| Stadion: De Vliert, 's-Hertogenbosch Toeschouwers: 5.550 Arbiter: Timmer |              |           |           | Van de Merbel, Mulders 61' ( Barglan), Van Grunsven , Henderikx, De Groot, Soomets, Bakaľa 68' 85' ( El Bakkali), Laros 85' ( Van Hedel), Burgering, Doumtsios 60' ( Gravenberch), Acheffay 85' ( Kuijpers) RESERVEBANK: Elum, Mulder, Van den Bogert, Maas, Jonathans, Boumassaoudi | Doornbusch, Mokono, Ketting , Blancquart 23', Gyamfi, Saddiki 62' ( Seymor), Braem 62' ( Wehmeyer), Sierra, Matoug 62' ( Kromah), Zandbergen, Foor 83' ( Van Zijl) RESERVEBANK: Van Crooij, Taylan, Kluskens, Simon Janssen, Van Zutphen, De Waal, Verheijen, Darri |  |
| Stadion: De Vliert, 's-Hertogenbosch Toeschouwers: 5.550 Arbiter: Timmer |              |           |           | Van de Merbel, Mulders 61' ( Barglan), Van Grunsven , Henderikx, De Groot, Soomets, Bakaľa 68' 85' ( El Bakkali), Laros 85' ( Van Hedel), Burgering, Doumtsios 60' ( Gravenberch), Acheffay 85' ( Kuijpers) RESERVEBANK: Elum, Mulder, Van den Bogert, Maas, Jonathans, Boumassaoudi | Doornbusch, Mokono, Ketting , Blancquart 23', Gyamfi, Saddiki 62' ( Seymor), Braem 62' ( Wehmeyer), Sierra, Matoug 62' ( Kromah), Zandbergen, Foor 83' ( Van Zijl) RESERVEBANK: Van Crooij, Taylan, Kluskens, Simon Janssen, Van Zutphen, De Waal, Verheijen, Darri |  |
| Stadion: De Vliert, 's-Hertogenbosch Toeschouwers: 5.550 Arbiter: Timmer |              |           |           | Van de Merbel, Mulders 61' ( Barglan), Van Grunsven , Henderikx, De Groot, Soomets, Bakaľa 68' 85' ( El Bakkali), Laros 85' ( Van Hedel), Burgering, Doumtsios 60' ( Gravenberch), Acheffay 85' ( Kuijpers) RESERVEBANK: Elum, Mulder, Van den Bogert, Maas, Jonathans, Boumassaoudi | Doornbusch, Mokono, Ketting , Blancquart 23', Gyamfi, Saddiki 62' ( Seymor), Braem 62' ( Wehmeyer), Sierra, Matoug 62' ( Kromah), Zandbergen, Foor 83' ( Van Zijl) RESERVEBANK: Van Crooij, Taylan, Kluskens, Simon Janssen, Van Zutphen, De Waal, Verheijen, Darri |  |
|                                                                          |              |           |           | | |  |

Speelronde 36:
| maandag 28 april 2025, 20:00                                       | VVV-Venlo                                  | 3-1 (0-0) | De Graafschap | Opstelling VVV-Venlo | Opstelling De Graafschap |  |
| Stadion: Stadion De Koel, Venlo Toeschouwers: 5.045 Arbiter: Blank | Wehmeyer 47' Blancquart 49' Zandbergen 59' |           | 58' Marçal    | Doornbusch, Mokono, Ketting , Blancquart, Gyamfi 46' ( Simon Janssen), Saddiki, Braem 80' ( Seymor), Sierra 46' ( Wehmeyer 79'), Matoug 72' ( Kromah), Zandbergen 72' ( Van Zijl), Foor RESERVEBANK: Van Crooij, Taylan, Van Zutphen, Kluskens, De Waal, Darri, Verheijen | Wieggers, Fortes , Willemsen, Hillen, Schoppema 58' ( Mahi), Warmerdam, Niemeijer 80' ( Brittijn), Najah 73' ( Van Gilst), Van der Heide 46' ( Marçal), Cooper-Love, El Kadiri 58' ( Seuntjens) RESERVEBANK: Kremers, Bouwman, Symons, Kaak, Colyn, Van de Haar, El Jebli |  |
| Stadion: Stadion De Koel, Venlo Toeschouwers: 5.045 Arbiter: Blank |                                            |           |               | Doornbusch, Mokono, Ketting , Blancquart, Gyamfi 46' ( Simon Janssen), Saddiki, Braem 80' ( Seymor), Sierra 46' ( Wehmeyer 79'), Matoug 72' ( Kromah), Zandbergen 72' ( Van Zijl), Foor RESERVEBANK: Van Crooij, Taylan, Van Zutphen, Kluskens, De Waal, Darri, Verheijen | Wieggers, Fortes , Willemsen, Hillen, Schoppema 58' ( Mahi), Warmerdam, Niemeijer 80' ( Brittijn), Najah 73' ( Van Gilst), Van der Heide 46' ( Marçal), Cooper-Love, El Kadiri 58' ( Seuntjens) RESERVEBANK: Kremers, Bouwman, Symons, Kaak, Colyn, Van de Haar, El Jebli |  |
| Stadion: Stadion De Koel, Venlo Toeschouwers: 5.045 Arbiter: Blank |                                            |           |               | Doornbusch, Mokono, Ketting , Blancquart, Gyamfi 46' ( Simon Janssen), Saddiki, Braem 80' ( Seymor), Sierra 46' ( Wehmeyer 79'), Matoug 72' ( Kromah), Zandbergen 72' ( Van Zijl), Foor RESERVEBANK: Van Crooij, Taylan, Van Zutphen, Kluskens, De Waal, Darri, Verheijen | Wieggers, Fortes , Willemsen, Hillen, Schoppema 58' ( Mahi), Warmerdam, Niemeijer 80' ( Brittijn), Najah 73' ( Van Gilst), Van der Heide 46' ( Marçal), Cooper-Love, El Kadiri 58' ( Seuntjens) RESERVEBANK: Kremers, Bouwman, Symons, Kaak, Colyn, Van de Haar, El Jebli |  |
|                                                                    |                                            |           |               | | |  |

Speelronde 37:
| vrijdag 2 mei 2025, 20:00                                             | FC Emmen                    | 2-1 (1-0) | VVV-Venlo  | Opstelling FC Emmen | Opstelling VVV-Venlo |  |
| Stadion: De Oude Meerdijk, Emmen Toeschouwers: 7.738 Arbiter: Ruperti | Nsona 34' (pen.) Wagner 57' |           | 85' Kromah | Unbehaun, Soares 37', Te Wierik , Mulder, Schouten, Wagner, Hekkert, Rhein 88' ( Martin), Hawkins 82' ( Quispel), Evina 71' ( Eduardo), Nsona RESERVEBANK: Hoekstra, Jalving, Geypens, Van Manen, Nunumete, Hammouti | Doornbusch 33', Gyamfi, Ketting , Blancquart 46' ( Kluskens), Simon Janssen, Seymor, Braem 63' ( Sierra), Foor 76' ( Saddiki), Matoug 63' ( Kromah), Zandbergen 76' ( Van Zijl), Wehmeyer RESERVEBANK: Taylan, Van Zutphen, Kessels, Verheijen |  |
| Stadion: De Oude Meerdijk, Emmen Toeschouwers: 7.738 Arbiter: Ruperti |                             |           |            | Unbehaun, Soares 37', Te Wierik , Mulder, Schouten, Wagner, Hekkert, Rhein 88' ( Martin), Hawkins 82' ( Quispel), Evina 71' ( Eduardo), Nsona RESERVEBANK: Hoekstra, Jalving, Geypens, Van Manen, Nunumete, Hammouti | Doornbusch 33', Gyamfi, Ketting , Blancquart 46' ( Kluskens), Simon Janssen, Seymor, Braem 63' ( Sierra), Foor 76' ( Saddiki), Matoug 63' ( Kromah), Zandbergen 76' ( Van Zijl), Wehmeyer RESERVEBANK: Taylan, Van Zutphen, Kessels, Verheijen |  |
| Stadion: De Oude Meerdijk, Emmen Toeschouwers: 7.738 Arbiter: Ruperti |                             |           |            | Unbehaun, Soares 37', Te Wierik , Mulder, Schouten, Wagner, Hekkert, Rhein 88' ( Martin), Hawkins 82' ( Quispel), Evina 71' ( Eduardo), Nsona RESERVEBANK: Hoekstra, Jalving, Geypens, Van Manen, Nunumete, Hammouti | Doornbusch 33', Gyamfi, Ketting , Blancquart 46' ( Kluskens), Simon Janssen, Seymor, Braem 63' ( Sierra), Foor 76' ( Saddiki), Matoug 63' ( Kromah), Zandbergen 76' ( Van Zijl), Wehmeyer RESERVEBANK: Taylan, Van Zutphen, Kessels, Verheijen |  |
|                                                                       |                             |           |            | | |  |

Speelronde 38:
| vrijdag 9 mei 2025, 20:00                                             | VVV-Venlo                   | 2-7 (0-3) | ADO Den Haag                                                                   | Opstelling VVV-Venlo | Opstelling ADO Den Haag |  |
| Stadion: Stadion De Koel, Venlo Toeschouwers: 6.242 Arbiter: Hensgens | Zandbergen 69' Kluskens 90' |           | 24' Vlak 33' Bonis 36' Van Mieghem 48' Rottier 59' Vlak 63' Reischl 80' Schalk | Doornbusch, Gyamfi 46' ( Mokono), Ketting , Seymor, Simon Janssen 58' ( Van Zutphen), Saddiki 32' ( Sierra), Braem 58' ( Kluskens), Foor 81' ( Berden), Matoug, Zandbergen, Wehmeyer RESERVEBANK: Taylan, Vallen, Joosten, Kessels, Kromah, Van Zijl, Verheijen | Nikiema, De Ruijter, Tomas, Waem, Sylla 46' ( Hämäläinen), Vlak 75' ( Sürmeli), Rottier, Kilo 63' ( De Bruin), Van Mieghem 46' ( Reischl), Bonis 63' ( Schalk), Peupion RESERVEBANK: Coremans, Wentges, Van der Sloot, Hokke, Mohammad, Lourens |  |
| Stadion: Stadion De Koel, Venlo Toeschouwers: 6.242 Arbiter: Hensgens |                             |           |                                                                                | Doornbusch, Gyamfi 46' ( Mokono), Ketting , Seymor, Simon Janssen 58' ( Van Zutphen), Saddiki 32' ( Sierra), Braem 58' ( Kluskens), Foor 81' ( Berden), Matoug, Zandbergen, Wehmeyer RESERVEBANK: Taylan, Vallen, Joosten, Kessels, Kromah, Van Zijl, Verheijen | Nikiema, De Ruijter, Tomas, Waem, Sylla 46' ( Hämäläinen), Vlak 75' ( Sürmeli), Rottier, Kilo 63' ( De Bruin), Van Mieghem 46' ( Reischl), Bonis 63' ( Schalk), Peupion RESERVEBANK: Coremans, Wentges, Van der Sloot, Hokke, Mohammad, Lourens |  |
| Stadion: Stadion De Koel, Venlo Toeschouwers: 6.242 Arbiter: Hensgens |                             |           |                                                                                | Doornbusch, Gyamfi 46' ( Mokono), Ketting , Seymor, Simon Janssen 58' ( Van Zutphen), Saddiki 32' ( Sierra), Braem 58' ( Kluskens), Foor 81' ( Berden), Matoug, Zandbergen, Wehmeyer RESERVEBANK: Taylan, Vallen, Joosten, Kessels, Kromah, Van Zijl, Verheijen | Nikiema, De Ruijter, Tomas, Waem, Sylla 46' ( Hämäläinen), Vlak 75' ( Sürmeli), Rottier, Kilo 63' ( De Bruin), Van Mieghem 46' ( Reischl), Bonis 63' ( Schalk), Peupion RESERVEBANK: Coremans, Wentges, Van der Sloot, Hokke, Mohammad, Lourens |  |
|                                                                       |                             |           |                                                                                | | |  |

### KNVB Beker
Eerste ronde:
| dinsdag 29 oktober 2024, 21:00                                                      | Excelsior               | 2-1 (2-1) | VVV-Venlo  | Opstelling Excelsior | Opstelling VVV-Venlo |  |
| Stadion: Van Donge & De Roo Stadion, Rotterdam Toeschouwers: 2.951 Arbiter: Oostrom | Bergraaf 3' Naujoks 32' |           | 18' Berden | Kuiper, Bronkhorst 90+3', Loeffen, De Moes, Seymor, Naujoks 65' ( Hartjes), Eijgenraam, Zandbergen 83' ( Warmerdam), Sanches Fernandes 65' ( Fini), Van Duinen 83' ( Middendorp), Bergraaf 72' ( Omorowa) RESERVEBANK: Raatsie, De Almeida Reis | Van Crooij, Van Zutphen 46' ( Verheijen), Blancquart, Joosten 46' ( El Anbri), Simon Janssen, Sierra , Pöpperl 85' ( Matoug), Gyamfi, Berden, Doesburg 65' ( Doumtsios), De Waal 46' ( Odriss) RESERVEBANK: De Boer, Taylan, Jenniskens, Lemmert, Braem, Wehmeyer, Roemer |  |
| Stadion: Van Donge & De Roo Stadion, Rotterdam Toeschouwers: 2.951 Arbiter: Oostrom |                         |           |            | Kuiper, Bronkhorst 90+3', Loeffen, De Moes, Seymor, Naujoks 65' ( Hartjes), Eijgenraam, Zandbergen 83' ( Warmerdam), Sanches Fernandes 65' ( Fini), Van Duinen 83' ( Middendorp), Bergraaf 72' ( Omorowa) RESERVEBANK: Raatsie, De Almeida Reis | Van Crooij, Van Zutphen 46' ( Verheijen), Blancquart, Joosten 46' ( El Anbri), Simon Janssen, Sierra , Pöpperl 85' ( Matoug), Gyamfi, Berden, Doesburg 65' ( Doumtsios), De Waal 46' ( Odriss) RESERVEBANK: De Boer, Taylan, Jenniskens, Lemmert, Braem, Wehmeyer, Roemer |  |
| Stadion: Van Donge & De Roo Stadion, Rotterdam Toeschouwers: 2.951 Arbiter: Oostrom |                         |           |            | Kuiper, Bronkhorst 90+3', Loeffen, De Moes, Seymor, Naujoks 65' ( Hartjes), Eijgenraam, Zandbergen 83' ( Warmerdam), Sanches Fernandes 65' ( Fini), Van Duinen 83' ( Middendorp), Bergraaf 72' ( Omorowa) RESERVEBANK: Raatsie, De Almeida Reis | Van Crooij, Van Zutphen 46' ( Verheijen), Blancquart, Joosten 46' ( El Anbri), Simon Janssen, Sierra , Pöpperl 85' ( Matoug), Gyamfi, Berden, Doesburg 65' ( Doumtsios), De Waal 46' ( Odriss) RESERVEBANK: De Boer, Taylan, Jenniskens, Lemmert, Braem, Wehmeyer, Roemer |  |
| Bijz.: VVV uitgeschakeld in de beker.                                               |                         |           |            | | |  |

## Oefenwedstrijden

### Voorbereiding
| zaterdag 6 juli 2024, 15:30                                                   | KFC Uerdingen 05      | 2-2 (2-0) | VVV-Venlo                   | Opstelling KFC Uerdingen 05 | Opstelling VVV-Venlo |  |
| Stadion: Hubert-Houben-Kampfbahn, Krefeld Toeschouwers: 1.025 Arbiter: Weßels | Brdaric 9' Werner 19' |           | 53' Doumtsios 67' Doumtsios | Meyer, Dzonga 46' ( Danielyan), Tshitoku, Päffgen , Langer 46' ( Klump), Brdaric 60' ( Euwi), Werner 46' ( Rizzo), Klefisch 80' ( Hasan), Osawe 38' ( Lipinski), Mammoud 60' ( Yildiz), Fehr 60' ( Ciccarelli) RESERVEBANK: Gomoluch, Yilmaz, Pires, St. John, Keita | Van Crooij 46' ( De Boer), Lathouwers 46' ( Braem), Ketting 46' ( Van Zutphen), Bakker 46' ( R. Janssen ), Simon Janssen 46' ( Gyamfi), Kluskens 46' ( Sedláček), Odriss 46' ( Sierra), Pöpperl 46' ( Javad), Wehmeyer 46' ( Berden), Doesburg 46' ( Doumtsios 87'), Verheijen 46' ( Slor) RESERVEBANK: Schrick, Sven Janssen, Hegi, Matoug |  |
| Stadion: Hubert-Houben-Kampfbahn, Krefeld Toeschouwers: 1.025 Arbiter: Weßels |                       |           |                             | Meyer, Dzonga 46' ( Danielyan), Tshitoku, Päffgen , Langer 46' ( Klump), Brdaric 60' ( Euwi), Werner 46' ( Rizzo), Klefisch 80' ( Hasan), Osawe 38' ( Lipinski), Mammoud 60' ( Yildiz), Fehr 60' ( Ciccarelli) RESERVEBANK: Gomoluch, Yilmaz, Pires, St. John, Keita | Van Crooij 46' ( De Boer), Lathouwers 46' ( Braem), Ketting 46' ( Van Zutphen), Bakker 46' ( R. Janssen ), Simon Janssen 46' ( Gyamfi), Kluskens 46' ( Sedláček), Odriss 46' ( Sierra), Pöpperl 46' ( Javad), Wehmeyer 46' ( Berden), Doesburg 46' ( Doumtsios 87'), Verheijen 46' ( Slor) RESERVEBANK: Schrick, Sven Janssen, Hegi, Matoug |  |
| Stadion: Hubert-Houben-Kampfbahn, Krefeld Toeschouwers: 1.025 Arbiter: Weßels |                       |           |                             | Meyer, Dzonga 46' ( Danielyan), Tshitoku, Päffgen , Langer 46' ( Klump), Brdaric 60' ( Euwi), Werner 46' ( Rizzo), Klefisch 80' ( Hasan), Osawe 38' ( Lipinski), Mammoud 60' ( Yildiz), Fehr 60' ( Ciccarelli) RESERVEBANK: Gomoluch, Yilmaz, Pires, St. John, Keita | Van Crooij 46' ( De Boer), Lathouwers 46' ( Braem), Ketting 46' ( Van Zutphen), Bakker 46' ( R. Janssen ), Simon Janssen 46' ( Gyamfi), Kluskens 46' ( Sedláček), Odriss 46' ( Sierra), Pöpperl 46' ( Javad), Wehmeyer 46' ( Berden), Doesburg 46' ( Doumtsios 87'), Verheijen 46' ( Slor) RESERVEBANK: Schrick, Sven Janssen, Hegi, Matoug |  |
| Bijz.: Bakker, Javad en Slor spelen op proef mee.                             |                       |           |                             | | |  |

| woensdag 10 juli 2024, 15:00 | VVV-Venlo                 | 2-1 (1-1) | Jong AZ        | Opstelling VVV-Venlo | Opstelling Jong AZ |  |
| Stadion: Sportpark "Kerkebos", Swolgen Arbiter: Janssen | Verheijen 1' Doesburg 61' |           | 20' Toppenberg | Van Crooij 46' ( De Boer), Lathouwers 46' ( Braem), Ketting 62' ( Van Zutphen), Bakker 62' ( R. Janssen ), Gyamfi 46' ( Simon Janssen), Kluskens 46' ( Sedláček), Sierra 46' ( Odriss), Pöpperl 62' ( Javad), Berden 46' ( Matoug), Doumtsios 46' ( Doesburg), Verheijen 46' ( Wehmeyer 75' ( Hegi)) RESERVEBANK: Schrick, Sven Janssen | Zeggen 46' ( Schilder), Dijkstra 46' ( Van Aken), Berkhout 46' ( Oud), Atikallah 46' ( Van Duijl), Esajas 46' ( Olofsson), Boogaard 46' ( Lenssen), Robbemond 46' ( Johannessen), Kalisvaart 46' ( Splinter), Toppenberg 46' ( Ait Ali Oulhaj), Van Duijn 46' ( Van den Ban), Gerold 46' ( Smits) |  |
| Stadion: Sportpark "Kerkebos", Swolgen Arbiter: Janssen |                           |           |                | Van Crooij 46' ( De Boer), Lathouwers 46' ( Braem), Ketting 62' ( Van Zutphen), Bakker 62' ( R. Janssen ), Gyamfi 46' ( Simon Janssen), Kluskens 46' ( Sedláček), Sierra 46' ( Odriss), Pöpperl 62' ( Javad), Berden 46' ( Matoug), Doumtsios 46' ( Doesburg), Verheijen 46' ( Wehmeyer 75' ( Hegi)) RESERVEBANK: Schrick, Sven Janssen | Zeggen 46' ( Schilder), Dijkstra 46' ( Van Aken), Berkhout 46' ( Oud), Atikallah 46' ( Van Duijl), Esajas 46' ( Olofsson), Boogaard 46' ( Lenssen), Robbemond 46' ( Johannessen), Kalisvaart 46' ( Splinter), Toppenberg 46' ( Ait Ali Oulhaj), Van Duijn 46' ( Van den Ban), Gerold 46' ( Smits) |  |
| Stadion: Sportpark "Kerkebos", Swolgen Arbiter: Janssen |                           |           |                | Van Crooij 46' ( De Boer), Lathouwers 46' ( Braem), Ketting 62' ( Van Zutphen), Bakker 62' ( R. Janssen ), Gyamfi 46' ( Simon Janssen), Kluskens 46' ( Sedláček), Sierra 46' ( Odriss), Pöpperl 62' ( Javad), Berden 46' ( Matoug), Doumtsios 46' ( Doesburg), Verheijen 46' ( Wehmeyer 75' ( Hegi)) RESERVEBANK: Schrick, Sven Janssen | Zeggen 46' ( Schilder), Dijkstra 46' ( Van Aken), Berkhout 46' ( Oud), Atikallah 46' ( Van Duijl), Esajas 46' ( Olofsson), Boogaard 46' ( Lenssen), Robbemond 46' ( Johannessen), Kalisvaart 46' ( Splinter), Toppenberg 46' ( Ait Ali Oulhaj), Van Duijn 46' ( Van den Ban), Gerold 46' ( Smits) |  |
| Bijz.: Oorspronkelijk aanvangstijdstip: 18:00. Vervroegd vanwege halvefinalewedstrijd Nederland – Engeland op het EK 2024. Bakker en Javad spelen op proef mee. |                           |           |                | | |  |

| zaterdag 13 juli 2024, 18:00                | RKSV Wittenhorst | 0-3 (0-0) | VVV-Venlo                             | Opstelling RKSV Wittenhorst | Opstelling VVV-Venlo |  |
| Stadion: Sportpark "Ter Horst", Horst       |                  |           | 49' Sierra 67' Doesburg 85' Verheijen | Craenmehr 46' ( Huntjens), Jenniskens 46' ( J. Beurskens), Theeuwen 46' ( Van Horne ), Christiaens 73' ( Wijers), Willemsen 46' ( Schoonheim), T. Driessen 46' ( Verlijsdonk), Janssen 46' ( Meeuwissen), G. Beurskens 46' ( N. Driessen), Spreeuwenberg 46' ( Hendriks), Van Schendelen 46' ( Van Helden), Laugs 46' ( Van de Riet) | Schrick 46' ( Taylan), Van Zutphen 46' ( Lathouwers), Ketting 46' ( Kluskens), R. Janssen 46' ( Bakker), Simon Janssen 46' ( Gyamfi), Sedláček 46' ( Sven Janssen 74' ( Braem)), Odriss 46' ( Sierra ), Matoug 46' ( Pöpperl), Berden 46' ( Wehmeyer), Javad 46' ( Doesburg 68' ( Doumtsios)), Hegi 46' ( Verheijen) |  |
| Stadion: Sportpark "Ter Horst", Horst       |                  |           |                                       | Craenmehr 46' ( Huntjens), Jenniskens 46' ( J. Beurskens), Theeuwen 46' ( Van Horne ), Christiaens 73' ( Wijers), Willemsen 46' ( Schoonheim), T. Driessen 46' ( Verlijsdonk), Janssen 46' ( Meeuwissen), G. Beurskens 46' ( N. Driessen), Spreeuwenberg 46' ( Hendriks), Van Schendelen 46' ( Van Helden), Laugs 46' ( Van de Riet) | Schrick 46' ( Taylan), Van Zutphen 46' ( Lathouwers), Ketting 46' ( Kluskens), R. Janssen 46' ( Bakker), Simon Janssen 46' ( Gyamfi), Sedláček 46' ( Sven Janssen 74' ( Braem)), Odriss 46' ( Sierra ), Matoug 46' ( Pöpperl), Berden 46' ( Wehmeyer), Javad 46' ( Doesburg 68' ( Doumtsios)), Hegi 46' ( Verheijen) |  |
| Stadion: Sportpark "Ter Horst", Horst       |                  |           |                                       | Craenmehr 46' ( Huntjens), Jenniskens 46' ( J. Beurskens), Theeuwen 46' ( Van Horne ), Christiaens 73' ( Wijers), Willemsen 46' ( Schoonheim), T. Driessen 46' ( Verlijsdonk), Janssen 46' ( Meeuwissen), G. Beurskens 46' ( N. Driessen), Spreeuwenberg 46' ( Hendriks), Van Schendelen 46' ( Van Helden), Laugs 46' ( Van de Riet) | Schrick 46' ( Taylan), Van Zutphen 46' ( Lathouwers), Ketting 46' ( Kluskens), R. Janssen 46' ( Bakker), Simon Janssen 46' ( Gyamfi), Sedláček 46' ( Sven Janssen 74' ( Braem)), Odriss 46' ( Sierra ), Matoug 46' ( Pöpperl), Berden 46' ( Wehmeyer), Javad 46' ( Doesburg 68' ( Doumtsios)), Hegi 46' ( Verheijen) |  |
| Bijz.: Javad en Bakker spelen op proef mee. |                  |           |                                       | | |  |

| zaterdag 20 juli 2024, 16:00                                                                            | VVV-Venlo                | 2-0 (1-0) | TOP Oss | Opstelling VVV-Venlo | Opstelling TOP Oss |  |
| Stadion: Sportpark "Kerkebos", Swolgen Toeschouwers: 0 (niet toegankelijk voor publiek)                 | Ketting 10' Doesburg 83' |           |         | De Boer 75' ( Van Crooij), Gyamfi 75' ( Braem), Ketting 75' ( Van Zutphen), R. Janssen 61' ( Bakker), Simon Janssen 75' ( Lathouwers), Kluskens 75' ( Sedláček ), Sierra 61' ( Odriss 115' ( Sven Janssen)), Pöpperl 75' ( Javad), Matoug 61' ( Berden 115' ( Hegi)), Doumtsios 61' ( Doesburg), Verheijen 61' ( Wehmeyer) | Havekotte 61' ( Van Herk), Troupée 61' ( Miguel), Van Bost 61' ( Mac-Intosch), Lambrix 61' ( Kuijpers), Mulder 31' ( Niekel), Esajas 61' ( Van Rooijen), Zitman 61' ( Allemeersch), Loukili 61' ( Van der Werff), Korte 61' ( Zimmerman), Wildeboer 61' ( Remans), Velland 31' ( Maria 61' ( Stensrud)) |  |
| Stadion: Sportpark "Kerkebos", Swolgen Toeschouwers: 0 (niet toegankelijk voor publiek)                 |                          |           |         | De Boer 75' ( Van Crooij), Gyamfi 75' ( Braem), Ketting 75' ( Van Zutphen), R. Janssen 61' ( Bakker), Simon Janssen 75' ( Lathouwers), Kluskens 75' ( Sedláček ), Sierra 61' ( Odriss 115' ( Sven Janssen)), Pöpperl 75' ( Javad), Matoug 61' ( Berden 115' ( Hegi)), Doumtsios 61' ( Doesburg), Verheijen 61' ( Wehmeyer) | Havekotte 61' ( Van Herk), Troupée 61' ( Miguel), Van Bost 61' ( Mac-Intosch), Lambrix 61' ( Kuijpers), Mulder 31' ( Niekel), Esajas 61' ( Van Rooijen), Zitman 61' ( Allemeersch), Loukili 61' ( Van der Werff), Korte 61' ( Zimmerman), Wildeboer 61' ( Remans), Velland 31' ( Maria 61' ( Stensrud)) |  |
| Stadion: Sportpark "Kerkebos", Swolgen Toeschouwers: 0 (niet toegankelijk voor publiek)                 |                          |           |         | De Boer 75' ( Van Crooij), Gyamfi 75' ( Braem), Ketting 75' ( Van Zutphen), R. Janssen 61' ( Bakker), Simon Janssen 75' ( Lathouwers), Kluskens 75' ( Sedláček ), Sierra 61' ( Odriss 115' ( Sven Janssen)), Pöpperl 75' ( Javad), Matoug 61' ( Berden 115' ( Hegi)), Doumtsios 61' ( Doesburg), Verheijen 61' ( Wehmeyer) | Havekotte 61' ( Van Herk), Troupée 61' ( Miguel), Van Bost 61' ( Mac-Intosch), Lambrix 61' ( Kuijpers), Mulder 31' ( Niekel), Esajas 61' ( Van Rooijen), Zitman 61' ( Allemeersch), Loukili 61' ( Van der Werff), Korte 61' ( Zimmerman), Wildeboer 61' ( Remans), Velland 31' ( Maria 61' ( Stensrud)) |  |
| Bijz.: Wedstrijd gespeeld over 120 minuten (vier keer 30 minuten). Bakker en Javad spelen op proef mee. |                          |           |         | | |  |

| woensdag 24 juli 2024, 19:00                                      | VVV-Venlo                                | 3-1 (3-1) | Al-Rayyan   | Opstelling VVV-Venlo | Opstelling Al-Rayyan |
| Stadion: Stadion De Koel, Venlo Toeschouwers: 1.700               | Verheijen 3' Doesburg 22' Doesburg 35+3' |           | 33' Mutasem | Van Crooij 36' ( De Boer), Lathouwers 52' ( Sedláček), Ketting , Van Zutphen, Gyamfi 36' ( Simon Janssen), Odriss 52' ( Kluskens), Sierra 52' ( Sven Janssen), Pöpperl 36' ( Braem), Wehmeyer 36' ( Berden 65'), Doesburg 36' ( Doumtsios), Verheijen 52' ( Matoug) RESERVEBANK: Schrick, Hegi, Javad |                      |
| Stadion: Stadion De Koel, Venlo Toeschouwers: 1.700               |                                          |           |             | Van Crooij 36' ( De Boer), Lathouwers 52' ( Sedláček), Ketting , Van Zutphen, Gyamfi 36' ( Simon Janssen), Odriss 52' ( Kluskens), Sierra 52' ( Sven Janssen), Pöpperl 36' ( Braem), Wehmeyer 36' ( Berden 65'), Doesburg 36' ( Doumtsios), Verheijen 52' ( Matoug) RESERVEBANK: Schrick, Hegi, Javad |                      |
| Stadion: Stadion De Koel, Venlo Toeschouwers: 1.700               |                                          |           |             | Van Crooij 36' ( De Boer), Lathouwers 52' ( Sedláček), Ketting , Van Zutphen, Gyamfi 36' ( Simon Janssen), Odriss 52' ( Kluskens), Sierra 52' ( Sven Janssen), Pöpperl 36' ( Braem), Wehmeyer 36' ( Berden 65'), Doesburg 36' ( Doumtsios), Verheijen 52' ( Matoug) RESERVEBANK: Schrick, Hegi, Javad |                      |
| Bijz.: Wedstrijd gespeeld over 70 minuten (twee keer 30 minuten). |                                          |           |             | |                      |

| maandag 29 juli 2024, 10:00                                                      | VVV-Venlo (thuisshirt) | 1-4 (1-2) | VVV-Venlo (uitshirt)                            | Opstelling VVV-Venlo (thuisshirt) | Opstelling VVV-Venlo (uitshirt) |  |
| Stadion: Stadion De Koel, Venlo Toeschouwers: 0 (niet toegankelijk voor publiek) | Sven Janssen 22'       |           | 29' Pöpperl 31' Sierra 64' Berden 72' Verheijen | Van Crooij 46' ( De Boer), Sedláček, Van Zutphen 46' ( Lathouwers), Rossen, Hegi, Odriss, Sven Janssen, Braem, Berden 46' ( Matoug), Doumtsios 46' ( Doesburg ), Wehmeyer | De Boer 46' ( Van Crooij), Lathouwers 46' ( Van Zutphen), Ketting , R. Janssen, Gyamfi, Simon Janssen, Sierra, Pöpperl, Matoug 46' ( Berden), Doesburg 46' ( Doumtsios), Verheijen |  |
| Stadion: Stadion De Koel, Venlo Toeschouwers: 0 (niet toegankelijk voor publiek) |                        |           |                                                 | Van Crooij 46' ( De Boer), Sedláček, Van Zutphen 46' ( Lathouwers), Rossen, Hegi, Odriss, Sven Janssen, Braem, Berden 46' ( Matoug), Doumtsios 46' ( Doesburg ), Wehmeyer | De Boer 46' ( Van Crooij), Lathouwers 46' ( Van Zutphen), Ketting , R. Janssen, Gyamfi, Simon Janssen, Sierra, Pöpperl, Matoug 46' ( Berden), Doesburg 46' ( Doumtsios), Verheijen |  |
| Stadion: Stadion De Koel, Venlo Toeschouwers: 0 (niet toegankelijk voor publiek) |                        |           |                                                 | Van Crooij 46' ( De Boer), Sedláček, Van Zutphen 46' ( Lathouwers), Rossen, Hegi, Odriss, Sven Janssen, Braem, Berden 46' ( Matoug), Doumtsios 46' ( Doesburg ), Wehmeyer | De Boer 46' ( Van Crooij), Lathouwers 46' ( Van Zutphen), Ketting , R. Janssen, Gyamfi, Simon Janssen, Sierra, Pöpperl, Matoug 46' ( Berden), Doesburg 46' ( Doumtsios), Verheijen |  |
| Bijz.: Onderlinge oefenwedstrijd.                                                |                        |           |                                                 | | |  |

| vrijdag 2 augustus 2024, 19:00                                    | VVV-Venlo | 0-1 (0-1) | SC Cambuur        | Opstelling VVV-Venlo | Opstelling SC Cambuur |  |
| Stadion: Stadion De Koel, Venlo Toeschouwers: 2.196 Arbiter: Puts |           |           | 17' Van der Water | De Boer, Van Zutphen 67' ( Lathouwers), Ketting , R. Janssen, Gyamfi 67' ( Doesburg), Simon Janssen, Sierra 80' ( Sedláček), Pöpperl 80' ( Braem), Berden 60' ( Matoug), Doumtsios 73' ( Odriss), Verheijen 80' ( Wehmeyer) RESERVEBANK: Van Crooij, Schrick | Jansen, Ottesen, Smand, Van Mullem 84' ( Bergsma), Poll, Souren 75' ( Mercera), Nartey 65' ( Rölke), De Leeuw 65' ( De Jong), Van der Water 75' ( Kooistra), Smit, Balk 84' ( Marsman) RESERVEBANK: Reiziger, Minnema |  |
| Stadion: Stadion De Koel, Venlo Toeschouwers: 2.196 Arbiter: Puts |           |           |                   | De Boer, Van Zutphen 67' ( Lathouwers), Ketting , R. Janssen, Gyamfi 67' ( Doesburg), Simon Janssen, Sierra 80' ( Sedláček), Pöpperl 80' ( Braem), Berden 60' ( Matoug), Doumtsios 73' ( Odriss), Verheijen 80' ( Wehmeyer) RESERVEBANK: Van Crooij, Schrick | Jansen, Ottesen, Smand, Van Mullem 84' ( Bergsma), Poll, Souren 75' ( Mercera), Nartey 65' ( Rölke), De Leeuw 65' ( De Jong), Van der Water 75' ( Kooistra), Smit, Balk 84' ( Marsman) RESERVEBANK: Reiziger, Minnema |  |
| Stadion: Stadion De Koel, Venlo Toeschouwers: 2.196 Arbiter: Puts |           |           |                   | De Boer, Van Zutphen 67' ( Lathouwers), Ketting , R. Janssen, Gyamfi 67' ( Doesburg), Simon Janssen, Sierra 80' ( Sedláček), Pöpperl 80' ( Braem), Berden 60' ( Matoug), Doumtsios 73' ( Odriss), Verheijen 80' ( Wehmeyer) RESERVEBANK: Van Crooij, Schrick | Jansen, Ottesen, Smand, Van Mullem 84' ( Bergsma), Poll, Souren 75' ( Mercera), Nartey 65' ( Rölke), De Leeuw 65' ( De Jong), Van der Water 75' ( Kooistra), Smit, Balk 84' ( Marsman) RESERVEBANK: Reiziger, Minnema |  |
| Bijz.: SC Cambuur wint 20e editie Herman Teeuwen Memorial.        |           |           |                   | | |  |

### Tijdens het seizoen
| donderdag 5 september 2024, 12:00                       | Borussia Mönchengladbach U23           | 4-1 (2-1) | VVV-Venlo  | Opstelling Borussia Mönchengladbach U23 | Opstelling VVV-Venlo |  |
| Stadion: "Fohlenplatz", Mönchengladbach Arbiter: Scheer | Hack 30' Hack 38' Ngoumou 55' Hack 75' |           | 32' Gyamfi | Nicolas, Lainer, Uwakhonye, Friedrich, Ullrich 76' ( Jung), Neuhaus , Ngoumou, Asallari 46' ( Büyükarslan), Moustafa 68' ( Korb), Fukuda 46' ( Harnafi), Hack RESERVEBANK: Dimmer, Foss | Van Crooij, Van Zutphen, Ketting 46' ( Lathouwers 85' ( Javad)), Blancquart, Simon Janssen 60' ( Roemer), Odriss 60' ( Sierra), Matoug 60' ( Pöpperl), De Waal 60' ( Verheijen), Berden 60' ( Wehmeyer), Doesburg 60' ( Doumtsios), Gyamfi RESERVEBANK: De Boer, Schrick, Braem |  |
| Stadion: "Fohlenplatz", Mönchengladbach Arbiter: Scheer |                                        |           |            | Nicolas, Lainer, Uwakhonye, Friedrich, Ullrich 76' ( Jung), Neuhaus , Ngoumou, Asallari 46' ( Büyükarslan), Moustafa 68' ( Korb), Fukuda 46' ( Harnafi), Hack RESERVEBANK: Dimmer, Foss | Van Crooij, Van Zutphen, Ketting 46' ( Lathouwers 85' ( Javad)), Blancquart, Simon Janssen 60' ( Roemer), Odriss 60' ( Sierra), Matoug 60' ( Pöpperl), De Waal 60' ( Verheijen), Berden 60' ( Wehmeyer), Doesburg 60' ( Doumtsios), Gyamfi RESERVEBANK: De Boer, Schrick, Braem |  |
| Stadion: "Fohlenplatz", Mönchengladbach Arbiter: Scheer |                                        |           |            | Nicolas, Lainer, Uwakhonye, Friedrich, Ullrich 76' ( Jung), Neuhaus , Ngoumou, Asallari 46' ( Büyükarslan), Moustafa 68' ( Korb), Fukuda 46' ( Harnafi), Hack RESERVEBANK: Dimmer, Foss | Van Crooij, Van Zutphen, Ketting 46' ( Lathouwers 85' ( Javad)), Blancquart, Simon Janssen 60' ( Roemer), Odriss 60' ( Sierra), Matoug 60' ( Pöpperl), De Waal 60' ( Verheijen), Berden 60' ( Wehmeyer), Doesburg 60' ( Doumtsios), Gyamfi RESERVEBANK: De Boer, Schrick, Braem |  |
|                                                         |                                        |           |            | | |  |

| maandag 6 januari 2025, 13:00                                                          | VVV-Venlo | 0-1 (0-0) | Fortuna Sittard | Opstelling VVV-Venlo | Opstelling Fortuna Sittard |  |
| Stadion: Sportpark "De Wieën", Venray Toeschouwers: 0 (niet toegankelijk voor publiek) |           |           | 63' Peterson    | Van Crooij 46' ( De Boer), Mokono 63' ( Dailoski), El Anbri 46' ( Van Zutphen), Blancquart 63' ( Joosten), Simon Janssen 46' ( Gyamfi), Braem 63' ( Korsten), Sierra 63' ( Kessels), Matoug 63' ( Doesburg), Berden 63' ( Sow), De Waal 63' ( Doumtsios), Wehmeyer 63' ( Verheijen) | Branderhorst 60' ( Koopmans), Pinto 30' ( Mitrović), Adewoye 41' ( Bisschops), Guth 30' ( Grujčić), Dahlhaus 30' ( Dijks), Rosier 41' ( Bastien), Fosso 30' ( Van Ottele), Halilović 41' ( Aïko), Michut 30' ( Laoukili 60' ( Embaló)), Da Cruz 25' ( Johnson 41' ( Hermsen)), Tunjić 41' ( Peterson 84' ( Demir)) |  |
| Stadion: Sportpark "De Wieën", Venray Toeschouwers: 0 (niet toegankelijk voor publiek) |           |           |                 | Van Crooij 46' ( De Boer), Mokono 63' ( Dailoski), El Anbri 46' ( Van Zutphen), Blancquart 63' ( Joosten), Simon Janssen 46' ( Gyamfi), Braem 63' ( Korsten), Sierra 63' ( Kessels), Matoug 63' ( Doesburg), Berden 63' ( Sow), De Waal 63' ( Doumtsios), Wehmeyer 63' ( Verheijen) | Branderhorst 60' ( Koopmans), Pinto 30' ( Mitrović), Adewoye 41' ( Bisschops), Guth 30' ( Grujčić), Dahlhaus 30' ( Dijks), Rosier 41' ( Bastien), Fosso 30' ( Van Ottele), Halilović 41' ( Aïko), Michut 30' ( Laoukili 60' ( Embaló)), Da Cruz 25' ( Johnson 41' ( Hermsen)), Tunjić 41' ( Peterson 84' ( Demir)) |  |
| Stadion: Sportpark "De Wieën", Venray Toeschouwers: 0 (niet toegankelijk voor publiek) |           |           |                 | Van Crooij 46' ( De Boer), Mokono 63' ( Dailoski), El Anbri 46' ( Van Zutphen), Blancquart 63' ( Joosten), Simon Janssen 46' ( Gyamfi), Braem 63' ( Korsten), Sierra 63' ( Kessels), Matoug 63' ( Doesburg), Berden 63' ( Sow), De Waal 63' ( Doumtsios), Wehmeyer 63' ( Verheijen) | Branderhorst 60' ( Koopmans), Pinto 30' ( Mitrović), Adewoye 41' ( Bisschops), Guth 30' ( Grujčić), Dahlhaus 30' ( Dijks), Rosier 41' ( Bastien), Fosso 30' ( Van Ottele), Halilović 41' ( Aïko), Michut 30' ( Laoukili 60' ( Embaló)), Da Cruz 25' ( Johnson 41' ( Hermsen)), Tunjić 41' ( Peterson 84' ( Demir)) |  |
|                                                                                        |           |           |                 | | |  |

## Statistieken

### Eindstand VVV-Venlo in Eerste divisie 2024/2025
| Stand | Gespeeld | Gewonnen | Gelijk | Verloren | Punten | Doelpunten voor | Doelpunten tegen | Gele kaarten | Rode kaarten |
| ----- | -------- | -------- | ------ | -------- | ------ | --------------- | ---------------- | ------------ | ------------ |
| 14e   | 38       | 11       | 8      | 19       | 41     | 44              | 69               | 69           | 3            |

### Stand, punten en doelpunten per speelronde 2024/2025
| Speelronde                            | 1   | 2   | 3   | 4   | 5   | 6   | 7   | 8   | 9   | 10  | 11  | 12  | 13  | 14  | 15  | 16  | 17  | 18  | 19  | 20  | 21  | 22  | 23  | 24  | 25  | 26  | 27  | 28  | 29  | 30  | 31  | 32  | 33  | 34  | 35  | 36  | 37  | 38  | Totaal |
| ------------------------------------- | --- | --- | --- | --- | --- | --- | --- | --- | --- | --- | --- | --- | --- | --- | --- | --- | --- | --- | --- | --- | --- | --- | --- | --- | --- | --- | --- | --- | --- | --- | --- | --- | --- | --- | --- | --- | --- | --- | ------ |
| Aantal punten per speelronde          | 1   | 0   | 1   | 0   | 3   | 0   | 0   | 3   | 0   | 0   | 0   | 0   | 3   | 0   | 0   | 0   | 0   | 1   | 3   | 1   | 3   | 3   | 3   | 0   | 1   | 0   | 0   | 3   | 0   | 1   | 3   | 1   | 0   | 3   | 1   | 3   | 0   | 0   | 41     |
| Aantal punten na speelronde           | 1   | 1   | 2   | 2   | 5   | 5   | 5   | 8   | 8   | 8   | 8   | 8   | 11  | 11  | 11  | 11  | 11  | 12  | 15  | 16  | 19  | 22  | 25  | 25  | 26  | 26  | 26  | 29  | 29  | 30  | 33  | 34  | 34  | 37  | 38  | 41  | 41  | 41  | 41     |
| Stand na speelronde                   | 13e | 16e | 16e | 19e | 15e | 18e | 18e | 15e | 17e | 18e | 18e | 18e | 18e | 18e | 18e | 18e | 18e | 18e | 18e | 18e | 18e | 17e | 15e | 16e | 16e | 17e | 17e | 16e | 16e | 16e | 15e | 15e | 15e | 14e | 14e | 14e | 14e | 14e | 14e    |
| Aantal doelpunten per speelronde      | 1   | 0   | 1   | 0   | 3   | 0   | 0   | 4   | 0   | 0   | 2   | 1   | 1   | 0   | 0   | 0   | 1   | 0   | 3   | 1   | 4   | 1   | 2   | 0   | 0   | 1   | 0   | 1   | 0   | 2   | 4   | 0   | 1   | 4   | 0   | 3   | 1   | 2   | 44     |
| Aantal tegendoelpunten per speelronde | 1   | 1   | 1   | 3   | 2   | 4   | 2   | 2   | 1   | 2   | 3   | 2   | 0   | 1   | 4   | 2   | 3   | 0   | 1   | 1   | 1   | 0   | 1   | 3   | 0   | 3   | 5   | 0   | 4   | 2   | 1   | 0   | 2   | 1   | 0   | 1   | 2   | 7   | 69     |
| Aantal gele kaarten per speelronde    | 0   | 0   | 4   | 2   | 4   | 1   | 2   | 3   | 4   | 1   | 1   | 2   | 2   | 2   | 2   | 2   | 2   | 3   | 1   | 2   | 1   | 2   | 1   | 0   | 2   | 5   | 1   | 2   | 3   | 2   | 1   | 1   | 2   | 3   | 1   | 1   | 1   | 0   | 69     |

### Statistieken
|                          | Eerste divisie | Totaal    |
| ------------------------ | -------------- | --------- |
| Wedstrijden              | 38 van 38      | 38 van 38 |
| Gewonnen                 | 11 van 38      | 11 van 38 |
| Gelijk                   | 8 van 38       | 8 van 38  |
| Verloren                 | 19 van 38      | 19 van 38 |
| Thuis                    | 18 van 19      | 18 van 19 |
| Uit                      | 19 van 19      | 19 van 19 |
| Gele kaarten             | 69             | 69        |
| Rode kaarten             | 2              | 2         |
| 2 x geel in 1 wedstrijd  | 1              | 1         |
| Aantal wissels toegepast | 179            | 179       |
| Doelpunten voor          | 44             | 44        |
| Doelpunten tegen         | 69             | 69        |
| Doelsaldo                | -25            | -25       |
| De nul gehouden          | 7              | 7         |
| Strafschoppen voor       | 1              | 1         |
| Strafschoppen tegen      | 6              | 6         |

Legenda
- W Wedstrijden
- Doelpunt
- Gele kaart
- 2x gele kaart in 1 wedstrijd
- Rode kaart

| Nat.                     | Spelersnaam            | Eerste divisie | Eerste divisie | Eerste divisie | Eerste divisie | Eerste divisie |  | KNVB Beker | KNVB Beker | KNVB Beker | KNVB Beker | KNVB Beker |  | Play-offs | Play-offs | Play-offs | Play-offs | Play-offs |  | Totaal | Totaal | Totaal | Totaal | Totaal |
| ------------------------ | ---------------------- | -------------- | -------------- | -------------- | -------------- | -------------- |  | ---------- | ---------- | ---------- | ---------- | ---------- |  | --------- | --------- | --------- | --------- | --------- |  | ------ | ------ | ------ | ------ | ------ |
| Nat.                     | Spelersnaam            | W              |                |                |                |                |  | W          |            |            |            |            |  | W         |           |           |           |           |  | W      |        |        |        |        |
| Keepers                  |                        |                |                |                |                |                |  |            |            |            |            |            |  |           |           |           |           |           |  |        |        |        |        |        |
| Vlag van Curaçao         | Trevor Doornbusch      | 12             | 0              | 1              | 0              | 0              |  | 0          | 0          | 0          | 0          | 0          |  | 0         | 0         | 0         | 0         | 0         |  | 12     | 0      | 1      | 0      | 0      |
| Vlag van Nederland       | Jan de Boer            | 11             | 0              | 1              | 0              | 0              |  | 0          | 0          | 0          | 0          | 0          |  | 0         | 0         | 0         | 0         | 0         |  | 11     | 0      | 1      | 0      | 0      |
| Vlag van Nederland       | Delano van Crooij      | 15             | 0              | 0              | 0              | 0              |  | 1          | 0          | 0          | 0          | 0          |  | 0         | 0         | 0         | 0         | 0         |  | 16     | 0      | 0      | 0      | 0      |
| Vlag van Duitsland       | Tim Schrick            | 0              | 0              | 0              | 0              | 0              |  | 0          | 0          | 0          | 0          | 0          |  | 0         | 0         | 0         | 0         | 0         |  | 0      | 0      | 0      | 0      | 0      |
| Vlag van Duitsland       | Zidane Taylan          | 1              | 0              | 0              | 0              | 0              |  | 0          | 0          | 0          | 0          | 0          |  | 0         | 0         | 0         | 0         | 0         |  | 1      | 0      | 0      | 0      | 0      |
| Vlag van Nederland       | Pepijn Vallen          | 0              | 0              | 0              | 0              | 0              |  | 0          | 0          | 0          | 0          | 0          |  | 0         | 0         | 0         | 0         | 0         |  | 0      | 0      | 0      | 0      | 0      |
| Verdediging              |                        |                |                |                |                |                |  |            |            |            |            |            |  |           |           |           |           |           |  |        |        |        |        |        |
| Vlag van Nederland       | Yousri El Anbri        | 11             | 0              | 1              | 0              | 0              |  | 1          | 0          | 0          | 0          | 0          |  | 0         | 0         | 0         | 0         | 0         |  | 12     | 0      | 1      | 0      | 0      |
| Vlag van Nederland       | Niels van Berkel       | 0              | 0              | 0              | 0              | 0              |  | 0          | 0          | 0          | 0          | 0          |  | 0         | 0         | 0         | 0         | 0         |  | 0      | 0      | 0      | 0      | 0      |
| Vlag van Frankrijk       | Gabin Blancquart       | 28             | 5              | 7              | 0              | 0              |  | 1          | 0          | 0          | 0          | 0          |  | 0         | 0         | 0         | 0         | 0         |  | 29     | 5      | 7      | 0      | 0      |
| Vlag van Noord-Macedonië | David Dailoski         | 0              | 0              | 0              | 0              | 0              |  | 0          | 0          | 0          | 0          | 0          |  | 0         | 0         | 0         | 0         | 0         |  | 0      | 0      | 0      | 0      | 0      |
| Vlag van Nederland       | Sacha Deighton         | 0              | 0              | 0              | 0              | 0              |  | 0          | 0          | 0          | 0          | 0          |  | 0         | 0         | 0         | 0         | 0         |  | 0      | 0      | 0      | 0      | 0      |
| Vlag van Duitsland       | Emmanuel Gyamfi        | 30             | 0              | 8              | 1              | 1              |  | 1          | 0          | 0          | 0          | 0          |  | 0         | 0         | 0         | 0         | 0         |  | 31     | 0      | 8      | 1      | 1      |
| Vlag van Nederland       | Roel Janssen           | 14             | 0              | 6              | 0              | 1              |  | 0          | 0          | 0          | 0          | 0          |  | 0         | 0         | 0         | 0         | 0         |  | 14     | 0      | 6      | 0      | 1      |
| Vlag van Nederland       | Simon Janssen          | 32             | 2              | 6              | 0              | 0              |  | 1          | 0          | 0          | 0          | 0          |  | 0         | 0         | 0         | 0         | 0         |  | 33     | 2      | 6      | 0      | 0      |
| Vlag van Nederland       | Jens Jenniskens        | 1              | 0              | 0              | 0              | 0              |  | 0          | 0          | 0          | 0          | 0          |  | 0         | 0         | 0         | 0         | 0         |  | 1      | 0      | 0      | 0      | 0      |
| Vlag van Nederland       | Tijn Joosten           | 7              | 0              | 0              | 0              | 0              |  | 1          | 0          | 0          | 0          | 0          |  | 0         | 0         | 0         | 0         | 0         |  | 8      | 0      | 0      | 0      | 0      |
| Vlag van Nederland       | Rick Ketting           | 28             | 1              | 3              | 0              | 0              |  | 0          | 0          | 0          | 0          | 0          |  | 0         | 0         | 0         | 0         | 0         |  | 28     | 1      | 3      | 0      | 0      |
| Vlag van Nederland       | Darrel Lemmert         | 0              | 0              | 0              | 0              | 0              |  | 0          | 0          | 0          | 0          | 0          |  | 0         | 0         | 0         | 0         | 0         |  | 0      | 0      | 0      | 0      | 0      |
| Vlag van Nederland       | Robin Lathouwers       | 5              | 0              | 0              | 0              | 0              |  | 0          | 0          | 0          | 0          | 0          |  | 0         | 0         | 0         | 0         | 0         |  | 5      | 0      | 0      | 0      | 0      |
| Vlag van Nederland       | Sylian Mokono          | 24             | 2              | 3              | 0              | 0              |  | 0          | 0          | 0          | 0          | 0          |  | 0         | 0         | 0         | 0         | 0         |  | 24     | 2      | 3      | 0      | 0      |
| Vlag van Nederland       | Serano Seymor          | 14             | 0              | 1              | 0              | 0              |  | 0          | 0          | 0          | 0          | 0          |  | 0         | 0         | 0         | 0         | 0         |  | 14     | 0      | 1      | 0      | 0      |
| Vlag van Nederland       | Finn van der Sterren   | 0              | 0              | 0              | 0              | 0              |  | 0          | 0          | 0          | 0          | 0          |  | 0         | 0         | 0         | 0         | 0         |  | 0      | 0      | 0      | 0      | 0      |
| Vlag van Curaçao         | Dylan Timber           | 0              | 0              | 0              | 0              | 0              |  | 0          | 0          | 0          | 0          | 0          |  | 0         | 0         | 0         | 0         | 0         |  | 0      | 0      | 0      | 0      | 0      |
| Vlag van Nederland       | Diego van Zutphen      | 18             | 0              | 2              | 0              | 0              |  | 1          | 0          | 0          | 0          | 0          |  | 0         | 0         | 0         | 0         | 0         |  | 19     | 0      | 2      | 0      | 0      |
| Middenveld               |                        |                |                |                |                |                |  |            |            |            |            |            |  |           |           |           |           |           |  |        |        |        |        |        |
| Vlag van Nederland       | Tim Braem              | 31             | 2              | 8              | 0              | 0              |  | 0          | 0          | 0          | 0          | 0          |  | 0         | 0         | 0         | 0         | 0         |  | 31     | 2      | 8      | 0      | 0      |
| Vlag van Nederland       | Brahim Darri           | 10             | 0              | 0              | 0              | 0              |  | 0          | 0          | 0          | 0          | 0          |  | 0         | 0         | 0         | 0         | 0         |  | 10     | 0      | 0      | 0      | 0      |
| Vlag van Nederland       | Navarone Foor          | 14             | 2              | 2              | 0              | 0              |  | 0          | 0          | 0          | 0          | 0          |  | 0         | 0         | 0         | 0         | 0         |  | 14     | 2      | 2      | 0      | 0      |
| Vlag van Azerbeidzjan    | Yunis Jafarov          | 0              | 0              | 0              | 0              | 0              |  | 0          | 0          | 0          | 0          | 0          |  | 0         | 0         | 0         | 0         | 0         |  | 0      | 0      | 0      | 0      | 0      |
| Vlag van Nederland       | Sven Janssen           | 1              | 0              | 0              | 0              | 0              |  | 0          | 0          | 0          | 0          | 0          |  | 0         | 0         | 0         | 0         | 0         |  | 1      | 0      | 0      | 0      | 0      |
| Vlag van Nederland       | Joep Kluskens          | 2              | 1              | 0              | 0              | 0              |  | 0          | 0          | 0          | 0          | 0          |  | 0         | 0         | 0         | 0         | 0         |  | 2      | 1      | 0      | 0      | 0      |
| Vlag van Nederland       | Mohammed Odriss        | 3              | 0              | 0              | 0              | 0              |  | 1          | 0          | 0          | 0          | 0          |  | 0         | 0         | 0         | 0         | 0         |  | 4      | 0      | 0      | 0      | 0      |
| Vlag van Duitsland       | Paul Pöpperl           | 17             | 1              | 3              | 0              | 0              |  | 1          | 0          | 0          | 0          | 0          |  | 0         | 0         | 0         | 0         | 0         |  | 18     | 1      | 3      | 0      | 0      |
| Vlag van Marokko         | Driess Saddiki         | 9              | 0              | 0              | 0              | 0              |  | 0          | 0          | 0          | 0          | 0          |  | 0         | 0         | 0         | 0         | 0         |  | 9      | 0      | 0      | 0      | 0      |
| Vlag van Tsjechië        | Richard Sedláček       | 0              | 0              | 0              | 0              | 0              |  | 0          | 0          | 0          | 0          | 0          |  | 0         | 0         | 0         | 0         | 0         |  | 0      | 0      | 0      | 0      | 0      |
| Vlag van België          | Elias Sierra           | 34             | 2              | 0              | 0              | 0              |  | 1          | 0          | 0          | 0          | 0          |  | 0         | 0         | 0         | 0         | 0         |  | 35     | 2      | 0      | 0      | 0      |
| Vlag van Nederland       | Max de Waal            | 18             | 2              | 2              | 0              | 0              |  | 1          | 0          | 0          | 0          | 0          |  | 0         | 0         | 0         | 0         | 0         |  | 19     | 2      | 2      | 0      | 0      |
| Aanval                   |                        |                |                |                |                |                |  |            |            |            |            |            |  |           |           |           |           |           |  |        |        |        |        |        |
| Vlag van Nederland       | Martijn Berden         | 25             | 2              | 1              | 0              | 0              |  | 1          | 1          | 0          | 0          | 0          |  | 0         | 0         | 0         | 0         | 0         |  | 26     | 3      | 1      | 0      | 0      |
| Vlag van Nederland       | Pepijn Doesburg        | 18             | 2              | 0              | 0              | 0              |  | 1          | 0          | 0          | 0          | 0          |  | 0         | 0         | 0         | 0         | 0         |  | 19     | 2      | 0      | 0      | 0      |
| Vlag van Griekenland     | Konstantinos Doumtsios | 23             | 3              | 1              | 0              | 0              |  | 1          | 0          | 0          | 0          | 0          |  | 0         | 0         | 0         | 0         | 0         |  | 24     | 3      | 1      | 0      | 0      |
| Vlag van Syrië           | Mohamed Hegi           | 0              | 0              | 0              | 0              | 0              |  | 0          | 0          | 0          | 0          | 0          |  | 0         | 0         | 0         | 0         | 0         |  | 0      | 0      | 0      | 0      | 0      |
| Vlag van Iran            | Arwin Javad            | 0              | 0              | 0              | 0              | 0              |  | 0          | 0          | 0          | 0          | 0          |  | 0         | 0         | 0         | 0         | 0         |  | 0      | 0      | 0      | 0      | 0      |
| Vlag van Nederland       | Resley Kessels         | 3              | 0              | 0              | 0              | 0              |  | 0          | 0          | 0          | 0          | 0          |  | 0         | 0         | 0         | 0         | 0         |  | 3      | 0      | 0      | 0      | 0      |
| Vlag van Nederland       | Layee Kromah           | 14             | 3              | 0              | 0              | 0              |  | 0          | 0          | 0          | 0          | 0          |  | 0         | 0         | 0         | 0         | 0         |  | 14     | 3      | 0      | 0      | 0      |
| Vlag van Nederland       | Naïm Matoug            | 32             | 3              | 2              | 0              | 0              |  | 1          | 0          | 0          | 0          | 0          |  | 0         | 0         | 0         | 0         | 0         |  | 33     | 3      | 2      | 0      | 0      |
| Vlag van Nederland       | Youssef Mephtah        | 2              | 0              | 0              | 0              | 0              |  | 0          | 0          | 0          | 0          | 0          |  | 0         | 0         | 0         | 0         | 0         |  | 2      | 0      | 0      | 0      | 0      |
| Vlag van Nederland       | Yahcuroo Roemer        | 8              | 0              | 0              | 0              | 0              |  | 0          | 0          | 0          | 0          | 0          |  | 0         | 0         | 0         | 0         | 0         |  | 8      | 0      | 0      | 0      | 0      |
| Vlag van Nederland       | Sam Sow                | 2              | 0              | 0              | 0              | 0              |  | 0          | 0          | 0          | 0          | 0          |  | 0         | 0         | 0         | 0         | 0         |  | 2      | 0      | 0      | 0      | 0      |
| Vlag van Nederland       | Thijme Verheijen       | 25             | 3              | 0              | 0              | 0              |  | 1          | 0          | 0          | 0          | 0          |  | 0         | 0         | 0         | 0         | 0         |  | 26     | 3      | 0      | 0      | 0      |
| Vlag van Duitsland       | Lasse Wehmeyer         | 34             | 3              | 6              | 0              | 0              |  | 0          | 0          | 0          | 0          | 0          |  | 0         | 0         | 0         | 0         | 0         |  | 34     | 3      | 6      | 0      | 0      |
| Vlag van Nederland       | Dean Zandbergen        | 9              | 2              | 0              | 0              | 0              |  | 0          | 0          | 0          | 0          | 0          |  | 0         | 0         | 0         | 0         | 0         |  | 9      | 2      | 0      | 0      | 0      |
| Vlag van Nederland       | Bjorn van Zijl         | 13             | 2              | 0              | 0              | 0              |  | 0          | 0          | 0          | 0          | 0          |  | 0         | 0         | 0         | 0         | 0         |  | 13     | 2      | 0      | 0      | 0      |
| Nat.                     | Spelersnaam            | W              |                |                |                |                |  | W          |            |            |            |            |  | W         |           |           |           |           |  | W      |        |        |        |        |
| Nat.                     | Spelersnaam            | Eerste divisie | Eerste divisie | Eerste divisie | Eerste divisie | Eerste divisie |  | KNVB Beker | KNVB Beker | KNVB Beker | KNVB Beker | KNVB Beker |  | Play-offs | Play-offs | Play-offs | Play-offs | Play-offs |  | Totaal | Totaal | Totaal | Totaal | Totaal |

### Topscorers 2024/2025
| Nr.    | Naam                           | Goal |
| ------ | ------------------------------ | ---- |
| 1.     | Gabin Blancquart               | 5    |
| 2.     | Konstantinos Doumtsios         | 3    |
|        | Thijme Verheijen               | 3    |
|        | Naïm Matoug                    | 3    |
|        | Lasse Wehmeyer                 | 3    |
|        | Layee Kromah                   | 3    |
| 7.     | Pepijn Doesburg                | 2    |
|        | Martijn Berden                 | 2    |
|        | Sylian Mokono                  | 2    |
|        | Tim Braem                      | 2    |
|        | Max de Waal                    | 2    |
|        | Simon Janssen                  | 2    |
|        | Elias Sierra                   | 2    |
|        | Bjorn van Zijl                 | 2    |
|        | Navarone Foor                  | 2    |
|        | Dean Zandbergen                | 1    |
| 17.    | Rick Ketting                   | 1    |
|        | Paul Pöpperl                   | 1    |
| 19.    | Joep Kluskens                  | 1    |
| 20.    | Xander Lambrix (TOP Oss, e.d.) | 1    |
| Totaal | Totaal                         | 44   |

| Nr.    | Naam           | Goal |
| ------ | -------------- | ---- |
| 1.     | Martijn Berden | 1    |
| Totaal | Totaal         | 1    |

| Nr.    | Naam                   | Goal |
| ------ | ---------------------- | ---- |
| 1.     | Pepijn Doesburg        | 5    |
| 2.     | Thijme Verheijen       | 4    |
| 3.     | Konstantinos Doumtsios | 2    |
|        | Elias Sierra           | 2    |
| 5.     | Rick Ketting           | 1    |
|        | Sven Janssen           | 1    |
|        | Paul Pöpperl           | 1    |
|        | Martijn Berden         | 1    |
| 9.     | Emmanuel Gyamfi        | 1    |
| Totaal | Totaal                 | 18   |

## VVV-Venlo O21
Vanaf het seizoen 2020/21 komen de beloftenteams van alle betaaldvoetbalclubs uit in de nieuw opgerichte O21 competitie. Vorig seizoen degradeerde VVV O21 onder leiding van trainer Joeri Janssen van Divisie 2 naar Divisie 4.

### Wedstrijden

#### Oefenwedstrijden
| Datum             | Wedstrijd                             | Uitslag |
| ----------------- | ------------------------------------- | ------- |
| 14-06-2024, 17:30 | FC Den Bosch O21 – VVV-Venlo O21      | 4 – 3   |
| 22-06-2024, 15:00 | VVV-Venlo O21 – Soon On Top O21       | 0 – 1   |
| 10-08-2024, 15:00 | VVV-Venlo O21 – Go Ahead Eagles O21   | 2 – 0   |
| 14-08-2024, 12:30 | VVV-Venlo O21 – Union Sint-Gillis O23 | 0 – 2   |
| 17-08-2024, 12:00 | SV Venray – VVV-Venlo O21             | 1 – 1   |
| 20-08-2024, 18:30 | VVV-Venlo O21 – SC St. Tönis          | 2 – 3   |
| 11-01-2025, 13:30 | VVV-Venlo O21 – N.E.C. O21            | 1 – 1   |
| 18-01-2025, 15:00 | VVV-Venlo O21 – Prestige Sports O23   | 5 – 1   |
| 21-02-2025, 13:30 | VVV-Venlo O21 – MVV Maastricht O21    | 4 – 3   |
| 09-04-2025, 12:30 | VVV-Venlo O21 – FC Eindhoven O21      | 2 – 0   |

#### Divisie 4-B Najaarscompetitie
| №  | Datum             | Wedstrijd                               | Uitslag |
| -- | ----------------- | --------------------------------------- | ------- |
| 1  | 31-08-2024, 15:00 | VVV-Venlo O21 – Alexandria '66 O21      | 4 – 1   |
| 2  | 07-09-2024, 11:30 | Alphense Boys O21 – VVV-Venlo O21       | 2 – 5   |
| 3  | 14-09-2024, 15:00 | VVV-Venlo O21 – Westlandia O21          | 5 – 0   |
| 4  | 21-09-2024, 15:00 | Fortuna Sittard O21 – VVV-Venlo O21     | 0 – 1   |
| 5  | 28-09-2024, 15:00 | VVV-Venlo O21 – Excelsior Maassluis O21 | 2 – 1   |
| 6  | 05-10-2024, 12:45 | Spartaan '20 O21 – VVV-Venlo O21        | 0 – 8   |
| 7  | 12-10-2024, 15:00 | VVV-Venlo O21 – Hercules O21            | 4 – 0   |
| 8  | 19-10-2024, 12:30 | Alexandria '66 O21 – VVV-Venlo O21      | 0 – 7   |
| 9  | 02-11-2024, 15:00 | VVV-Venlo O21 – Fortuna Sittard O21     | 0 – 3   |
| 10 | 09-11-2024, 11:30 | Excelsior Maassluis O21 – VVV-Venlo O21 | 2 – 0   |
| 11 | 16-11-2024, 15:00 | VVV-Venlo O21 – Spartaan '20 O21        | 7 – 0   |
| 12 | 23-11-2024, 12:30 | Hercules O21 – VVV-Venlo O21            | 3 – 2   |
| 13 | 07-12-2024, 15:00 | VVV-Venlo O21 – Alphense Boys O21       | 5 – 2   |
| 14 | 14-12-2024, 12:30 | Westlandia O21 – VVV-Venlo O21          | 1 – 2   |

* VVV-Venlo O21 eindigt als 2e en blijft in Divisie 4.

#### Divisie 4-B Voorjaarscompetitie
| №  | Datum             | Wedstrijd                               | Uitslag |
| -- | ----------------- | --------------------------------------- | ------- |
| 1  | 25-01-2025, 12:30 | Hercules O21 – VVV-Venlo O21            | 3 – 2   |
| 2  | 01-02-2025, 15:00 | VVV-Venlo O21 – Quick Boys O21          | 2 – 0   |
| 3  | 08-02-2025, 12:45 | Spartaan '20 O21 – VVV-Venlo O21        | 1 – 3   |
| 4  | 15-02-2025, 15:00 | VVV-Venlo O21 – Alphense Boys O21       | 5 – 1   |
| 5  | 08-03-2025, 12:15 | Excelsior Maassluis O21 – VVV-Venlo O21 | 1 – 3   |
| 6  | 15-03-2025, 15:00 | VVV-Venlo O21 – Alexandria '66 O21      | 10 – 1  |
| 7  | 22-03-2025, 12:30 | Westlandia O21 – VVV-Venlo O21          | 1 – 3   |
| 8  | 05-04-2025, 11:30 | Alphense Boys O21 – VVV-Venlo O21       | 0 – 4   |
| 9  | 12-04-2025, 15:00 | VVV-Venlo O21 – Spartaan '20 O21        | 2 – 0   |
| 10 | 19-04-2025, 15:00 | VVV-Venlo O21 – Excelsior Maassluis O21 | 6 – 0   |
| 11 | 03-05-2025, 12:30 | Alexandria '66 O21 – VVV-Venlo O21      | 1 – 3*  |
| 12 | 10-05-2025, 15:00 | VVV-Venlo O21 – Westlandia O21          | 4 – 0   |
| 13 | 24-05-2025, 15:00 | VVV-Venlo O21 – Hercules O21            | 4 – 1   |
| 14 | 31-05-2025, 13:00 | Quick Boys O21 – VVV-Venlo O21          | 2 – 2   |

* VVV-Venlo O21 kampioen en promoveert naar Divisie 3

#### KNVB Beker
| № | Datum             | Wedstrijd                             | Uitslag | Bijzonderheid        |
| - | ----------------- | ------------------------------------- | ------- | -------------------- |
| 1 | 24-08-2024, 15:00 | Feyenoord Academy O21 – VVV-Venlo O21 | 2 – 2   | Feyenoord w.n.s. 4-3 |

### Selectie 2024-2025
| Keepers                 |                             |            |                 |    |
| Noel Bolhuis            | Nederland                   | 01-02-0000 | ASC Waterwijk   |    |
| Tim Schrick *1          | Duitsland                   | 25-09-2003 | O21             |    |
| Zidane Taylan *1        | Duitsland / Turkije         | 26-11-2005 | VVV-Venlo O18   |    |
| Pepijn Vallen *1        | Nederland                   | 00-00-2005 | Venlosche Boys  |    |
| Verdedigers             |                             |            |                 |    |
| Yousri El Anbri *1      | Nederland                   | 10-03-2006 | O21             |    |
| Gabin Blancquart *1     | Frankrijk                   | 28-02-2004 | Valenciennes FC |    |
| Quincy Bongaerts        | Nederland                   | 23-10-2005 | O21             |    |
| Max Bongers             | Nederland                   | 27-12-2005 | O21             |    |
| David Dailoski *1       | Nederland / Noord-Macedonië | 26-02-2005 | O21             | 3  |
| Sacha Deighton *1       | Nederland                   | 25-06-2005 | De Treffers     |    |
| Jay de Graef            | Nederland                   | 15-01-2007 | VVV-Venlo O19   |    |
| Milan Hendericks        | Nederland / Tsjechië        | 28-08-2008 | VVV-Venlo O18   |    |
| Jens Jenniskens *1      | Nederland                   | 31-03-2004 | O21             | 6  |
| Tijn Joosten *1         | Nederland                   | 15-08-2006 | O21             | 3  |
| Thomas Kirkpatrick      | Nederland / Schotland       | 10-09-2004 | De Treffers     |    |
| Darrel Lemmert *1       | Nederland / Suriname        | 08-07-2002 | SV Straelen     | 2  |
| Finn van der Sterren *1 | Nederland                   | 25-04-2007 | VVV-Venlo O19   |    |
| Diego van Zutphen *1    | Nederland                   | 28-03-2005 | O21             |    |
| Middenvelders           |                             |            |                 |    |
| Tim Braem *1            | Nederland                   | 13-02-2006 | O21             | 1  |
| Yoeri Dejaeger          | Nederland                   | 21-01-2004 | O21             |    |
| Yunis Jafarov *1        | Azerbeidzjan / Duitsland    | 04-06-2006 | VVV-Venlo O18   |    |
| Sven Janssen *1         | Nederland                   | 20-08-2005 | O21             | 7  |
| Joep Kluskens *1        | Nederland                   | 09-11-2002 | O21             | 1  |
| Kyan Korsten            | Nederland                   | 11-04-2007 | VVV-Venlo O18   |    |
| Giovanni Loureiro       | Engeland / Portugal         | 31-08-2005 | Nantwich Town   | 1  |
| Naïm Matoug *1          | Nederland                   | 12-04-2003 | Willem II       |    |
| Mohammed Odriss *1      | Nederland                   | 19-09-2004 | O21             | 2  |
| Avanesh Satheskumar     | Duitsland / Sri Lanka       | 07-06-2005 | VVV-Venlo O18   | 3  |
| Ismael Tajjiou          | Nederland                   | 07-12-2004 | Prestige Elite  | 3  |
| Luuk Vosselman          | Nederland                   | 20-05-2004 | O21             | 2  |
| Aanvallers              |                             |            |                 |    |
| Aasif Dalouh            | Nederland                   | 00-00-2003 | Venlosche Boys  |    |
| Roel van den Broek      | Nederland                   | 00-00-0000 | VVV-Venlo O17   | 1  |
| Kian Donkers            | Nederland / Nieuw-Zeeland   | 12-09-2004 | O21             | 14 |
| Mohamed Hegi *1         | Syrië                       | 26-01-2004 | O21             | 2  |
| Devy Hendrikx           | Nederland                   | 15-08-2006 | VVV-Venlo O19   | 1  |
| Jens Kamps              | Nederland                   | 06-04-2004 | De Treffers     | 2  |
| Resley Kessels *1       | Nederland                   | 30-08-2006 | O21             | 11 |
| Youssef Mephtah *1      | Nederland                   | 29-09-2004 | Wilhelmina '08  | 9  |
| Sam Sow *1              | Nederland                   | 07-01-2004 | De Treffers     | 10 |
| Thijme Verheijen *1     | Nederland                   | 13-04-2003 | O21             |    |
| Bjorn van Zijl *1       | Nederland                   | 09-07-2004 | SC Leeuwen      | 20 |

*1 Betreft een speler die ook tot de selectie van het eerste elftal behoort.

### Vertrokken spelers
| Nat.              | Naam                 | Naar                   | Bijzonderheden |
| Zomer             | Zomer                | Zomer                  | Zomer          |
| ----------------- | -------------------- | ---------------------- | -------------- |
| Nederland         | Ayoub Ahamad         | Clubloos               | Amateur        |
| Duitsland         | Glenn Jorge de Bruyn | Rayo Vallecano         | Amateur        |
| Nederland         | Jens Craenmehr       | RKSV Wittenhorst       | Amateur        |
| Nederland         | Sem Dirks            | Telstar                | Amateur        |
| Curaçao           | Gio-Renys Felicia    | Clubloos               | Transfervrij   |
| Nederland         | Stan Henderikx       | FC Den Bosch           | Transfervrij   |
| Nederland         | Jens Jacobs          | Clubloos               | Amateur        |
| Duitsland         | Moritz Kosfeld       | SV Sonsbeck            | Amateur        |
| Nederland         | Milan Lippinkhof     | VV UNA                 | Amateur        |
| Nederland         | Nadir Marguaa        | SC Irene               | Amateur        |
| Congo-Brazzaville | Slone Matondo        | Ratingen 04/19         | Amateur        |
| Nederland         | Mees Meeuwissen      | RKSV Wittenhorst       | Amateur        |
| Nederland         | Milan van de Riet    | RKSV Wittenhorst       | Amateur        |
| Suriname          | Melano Thier         | ASV Einigkeit Süchteln | Amateur        |
| Nederland         | Kevin Toppenberg     | Jong AZ                | Amateur        |
| Aruba             | Javier Valerio       | SV Venray              | Amateur        |
| Nederland         | Mika Wolter          | FC Maasgouw            | Amateur        |
| Winter            |                      |                        |                |
| Nederland         | Jens Kamps           | Groesbeekse Boys       | Amateur        |
| Nederland         | Thomas Kirkpatrick   | VV Germania            | Amateur        |

ADO Den Haag ·
SC Cambuur ·
FC Den Bosch ·
FC Dordrecht ·
FC Eindhoven ·
FC Emmen ·
De Graafschap ·
Excelsior ·
Helmond Sport ·
Jong Ajax ·
Jong AZ ·
Jong PSV ·
Jong FC Utrecht ·
MVV Maastricht ·
Roda JC Kerkrade ·
Telstar ·
TOP Oss ·
Vitesse ·
FC Volendam ·
VVV-Venlo